# Santiago de Cuba
Santiago de Cuba ist die zweitgrößte Stadt Kubas und die Hauptstadt der Provinz Santiago de Cuba. Die Stadt hat 510.665 Einwohner (Zensus 2015). Santiago de Cuba, das im Jahre 2015 sein 500-jähriges Bestehen feierte, gehört zu den ältesten Städten Kubas. Es liegt im Südosten Kubas circa 870 Kilometer südöstlich der Hauptstadt Havanna.

## Geographie

### Lage und natürliche Umgebung
Santiago de Cuba befindet sich im Südosten von Kuba mit den Koordinaten N 20°1'00.948" W 75°49'48.553", etwa 870 km von der Hauptstadt Havanna entfernt. Das Zentrum der Stadt befindet sich etwa 29 m über dem Meeresspiegel. Santiago de Cuba ist die zweitgrößte Stadt Kubas nach Havanna. Die Bucht von Santiago liegt am Karibischen Meer und der Hafen ist der zweitgrößte Seehafen in Kuba. Die Stadt ist rund um die Bucht von Santiago de Cuba gewachsen und ist umgeben von den Bergen der Sierra Maestra.

### Klima
In Santiago de Cuba herrscht, wie auch in den meisten anderen Gebieten Kubas, tropisches Klima. Der effektiven Klimaklassifikation nach Köppen zufolge herrscht in Santiago de Cuba tropisches Savannenklima.
|                       | Jan  | Feb  | Mär  | Apr   | Mai   | Jun  | Jul | Aug   | Sep | Okt | Nov  | Dez   |   |         |
| Mittl. Tagesmax. (°C) | 28   | 28   | 28   | 28    | 28    | 29   | 31  | 31    | 31  | 30  | 30   | 30    | ⌀ | 29,3    |
| Mittl. Tagesmin. (°C) | 21   | 21   | 22   | 23    | 23    | 24   | 25  | 25    | 24  | 24  | 23   | 22    | ⌀ | 23,1    |
|                       |      |      |      |       |       |      |     |       |     |     |      |       |   |         |
| Niederschlag (mm)     | 43,2 | 53,3 | 58,4 | 139,7 | 101,6 | 68,6 | 94  | 106,7 | 193 | 94  | 81,3 | 114,1 | Σ | 1.147,9 |

| 21 |

| 21 |

| 22 |

| 23 |

| 23 |

| 24 |

| 25 |

| 25 |

| 24 |

| 24 |

| 23 |

| 22 |

| 21 |

| 21 |

| 22 |

| 23 |

| 23 |

| 24 |

| 25 |

| 25 |

| 24 |

| 24 |

| 23 |

| 22 |

### Stadtgliederung
Santiago ist Hauptstadt der gleichnamigen Provinz. Die Stadt ist in 6 Distrikte gegliedert, die wiederum in diverse Viertel (Consejos populares) untergliedert sind:
| Districto          | Consejos populares                                                                                   | Einwohner (Volkszählung 2015) |
| ------------------ | --- | ----------------------------- |
| José Martí         | José Martí Norte, Agüero – Mar Verde, José Martí Sur, Los Olmos, Mariana Grajales, Manuel Isla Pérez | 130.073                       |
| 26 de Julio        | Guillermón Moncada, Los Maceos, José María Heredia                                                   | 51.942                        |
| Antonio Maceo      | Altamira, Vista Hermosa, Veguita de Galo, Chicharrones, Flores, Ciudamar                             | 113.286                       |
| Abel Santamaría    | Sueño, Vista Alegre, 30 de Noviembre, Santa Bárbara, Abel Santamaría, Haydé Santamaría               | 98.881                        |
| René Ramos Latourt | El Cobre, El Cristo, Boniato                                                                         | 65.724                        |
| Frank País García  | El Caney, Siboney, El Ramón, El Escandel, Sigua                                                      | 50.759                        |

## Geschichte

### Gründung der Stadt

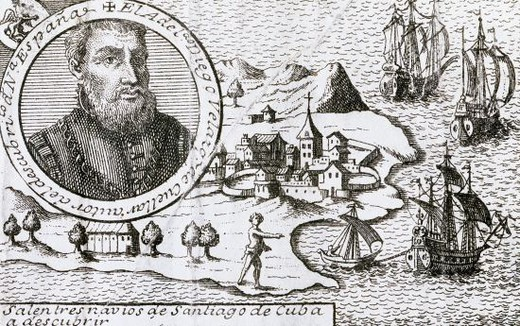
Bildnis Diego Velázquez vor der Silhouette Santiagos

Santiago wurde am 25. Juli 1515 von Diego Velázquez de Cuéllar als eine von sieben Villas, den ersten Städten der Insel, gegründet. In kürzester Zeit entwickelte sich die Stadt zu einem regen Handelszentrum. Im Zentrum der Stadt ließ sich Velázquez von 1516 bis 1530 eine Residenz errichten  (Casa de Velázquez). Der Bau der ersten Kirche wurde an der Stelle begonnen, wo heute die Kathedrale der Stadt steht.
Auf sein Anraten verlieh die Spanische Krone im Jahre 1522 Santiago de Cuba den Hauptstadttitel, den sie bis 1607 innehatte. Gleichzeitig war Santiago de Cuba in dieser Zeit Hauptstützpunkt der spanischen Armada in der Karibik.

### Spanische Kolonialherrschaft und französische Einwanderung
Die ersten Spanier, die die heutige mexikanische Küste erreichten, waren am 8. Februar 1517 von Santiago de Cuba aus aufgebrochen und standen unter dem Kommando von Francisco Hernández de Córdoba. Diego Velázquez de Cuéllar hatte Hernández de Córdoba den Auftrag gegeben, neue Länder zu entdecken und Sklaven zu fangen. Velázquez de Cúellar rüstete im Januar 1518 eine weitere Expedition aus. Zum Kommandanten ernannte er seinen Neffen Juan de Grijalva. Nach Grijalvas Rückkehr erteilte Velázquez dem Alcalde (Bürgermeister) von Santiago de Cuba, Hernán Cortés, den Befehl zu einer dritten Expedition. Die Mittel, die Cortés in die Unternehmung steckte, sowie dessen Eifer beunruhigten Velázquez danach sehr, denn er befürchtete, dass Cortés die Vereinbarung über eine Gewinnbeteiligung nicht einhalten werde. Er versuchte, ihn von seinem Posten als Kapitängeneral zu entfernen, doch Cortés bestieg kurzerhand mit 400 bis 600 Mann die für die Reise vorgesehenen Schiffe und stach von Santiago aus in See.

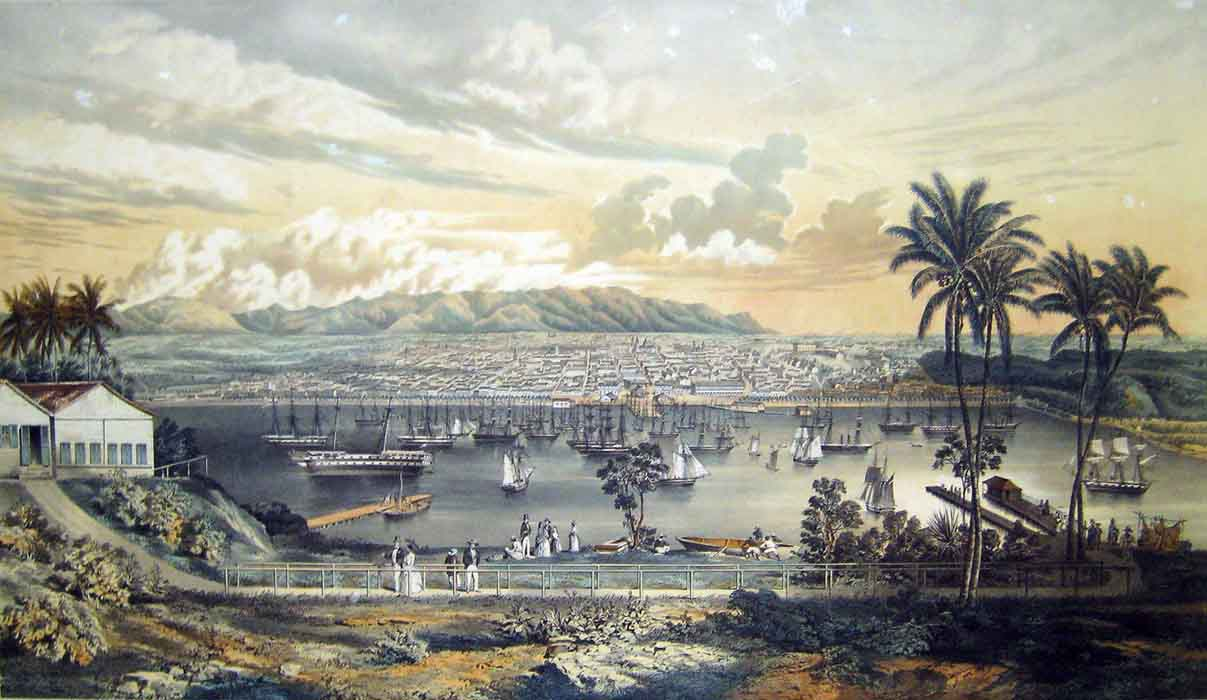
Bucht von Santiago de Cuba 1856

Um 1530 wurden westlich von Santiago (im heutigen Dorf El Cobre) Kupfervorkommen entdeckt. Aus Mangel an Metallurgen konnten diese aber nicht ausgebeutet werden. Der Flame Gaspar Lomans begann im Jahre 1540 dort mit Bergbautätigkeiten, seit 1542 unterstützt durch den Nürnberger Hans Tetzel. Dieser reiste nach Spanien und Deutschland zurück, um weitere deutsche Ingenieure nach Kuba zu holen. Ausgestattet mit einem Vertrag der Spanischen Krone und Kapital der Nürnberger Welser wurden die Kupfervorkommen von 1547 bis zu seinem Tod im Jahre 1576 durch einheimische Indios und Sklaven aus dem Kongo, vom Cabo Verde und aus Angola abgebaut.
Im Jahre 1554 wurde Santiago vom Piraten Jacques de Sores und seinen Mannen angegriffen, ein paar Wochen später von François Le Clerc und seinen Leuten. Im Jahr 1607 wurde Santiago de Cuba von Havanna als Hauptstadt abgelöst. Zum Schutz der Stadt von der Seeseite aus wurde ab 1637 10 km südwestlich der Stadt das Castillo de San Pedro de la Roca errichtet. Diese Festung ist vor allem unter dem Namen Castillo del Morro bekannt und von der UNESCO als schützenswertes Weltkulturerbe anerkannt. Daneben war sie Ankunftshafen für die Sklavenschiffe aus Westafrika. Noch heute ist dort der größte Teil der Bevölkerung afrikanischer Abstammung.
Im Jahre 1686 wurde etwa 25 km westlich von Santiago die heutige Wallfahrtskirche El Cobre errichtet, die als das Nationalheiligtum der Katholiken in Kuba gilt.
Prägenden Einfluss auf die gesellschaftlichen, wirtschaftlichen und kulturellen Eigenheiten der Stadt hatte die Einwanderungswelle französischer Siedler und ihrer Sklaven aus Haiti infolge der Haitianischen Revolution ab 1791. Am sichtbarsten war dieser französische Einfluss lange im unmittelbar südlich des kolonialen Altstadtkerns gelegenen Stadtviertel Tivolí, das während dieser Einwanderungswelle entstand. Auch die östlich von Santiago auf dem weltweit drittgrößten Monolithen Gran Piedra gelegene Kaffeeplantage Cafetal Isabélica, die ebenfalls seit dem Jahr 2000 zum UNESCO-Weltkulturerbe gehört, geht auf eine Gründung von französischen Siedlern zurück.

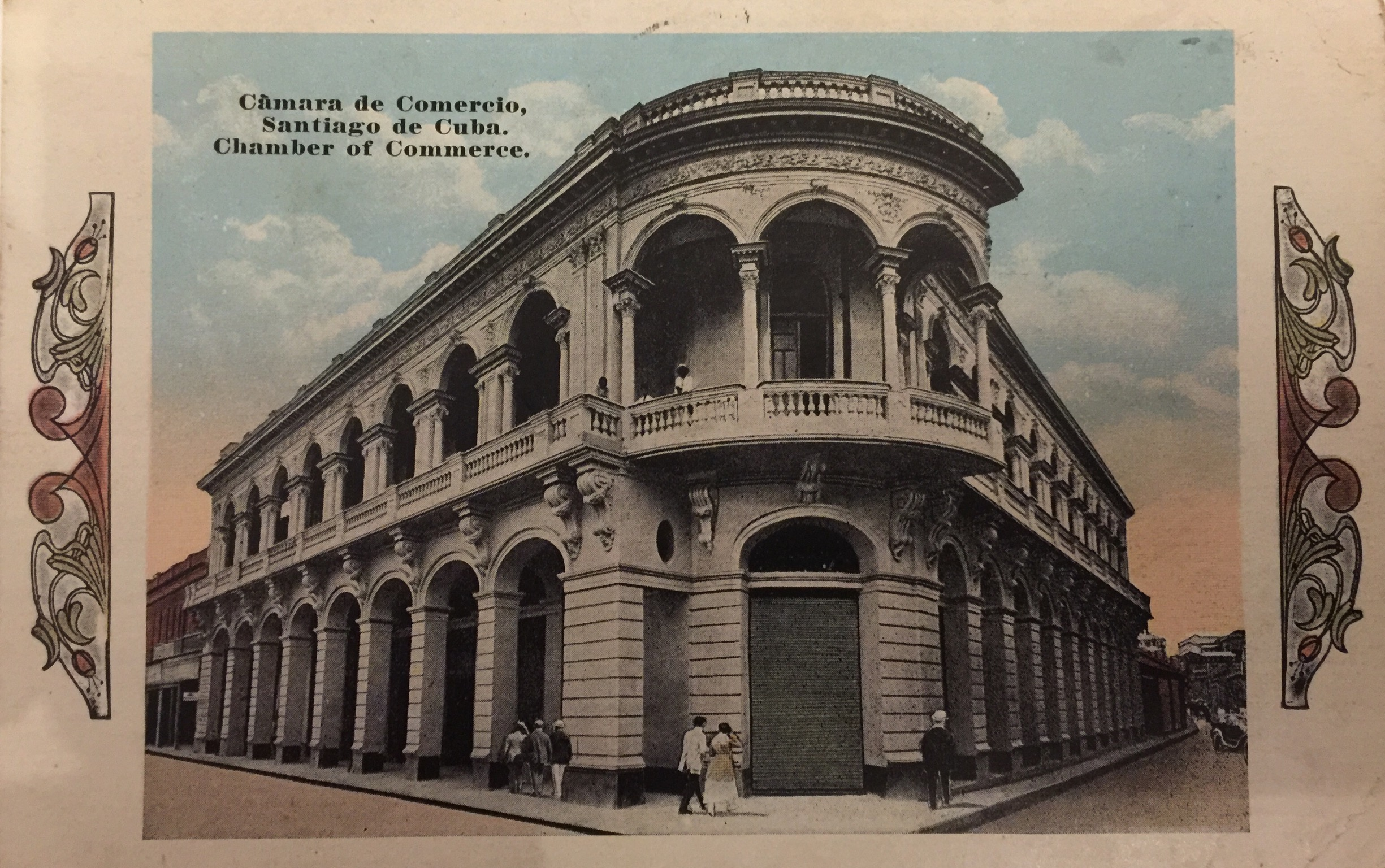
Handelskammer um 1921

1862 wurde in Santiago de Cuba die Destillerie Bacardí & Ca. von dem aus Sitges (Spanien) stammenden „Don“ Facundo Bacardí Massó (1814–1887) gegründet, das international bekannteste und erfolgreichste kubanische Wirtschaftsunternehmen.

### Unabhängigkeitskriege und Spanisch-Amerikanischer Krieg
Im Jahre 1845 wurde in Santiago Antonio Maceo geboren, einer der militärischen Führer der ab 1868 geführten Unabhängigkeitskriege (Zehnjähriger Krieg, Guerra Chiquita und Kubanischer Unabhängigkeitskrieg). Der Santiago umgebende Osten der Insel war dabei das Zentrum der bewaffneten kubanischen Unabhängigkeitsbewegung.
Seit mindestens 1856 bestanden deutsche Konsulate (für Bremen, Hamburg und Preußen) in Santiago de Cuba. Carl Wilhelm Schumann war seit 1868 Konsul des Norddeutschen Bundes. Später übernahm das Amt der Kunstmäzen und Kaufmann Hermann Michaelsen, nach dem die Hafenpromenade von Santiago benannt ist. Er übte es bis nach 1918 für das republikanische Deutschland aus. Er war auch Gründungsmitglied der Handelskammer von Santiago, die im Jahre 1887 geschaffen wurde, und des ersten Wassersportklubs in Santiago, des Club Nautico im Jahre 1889.

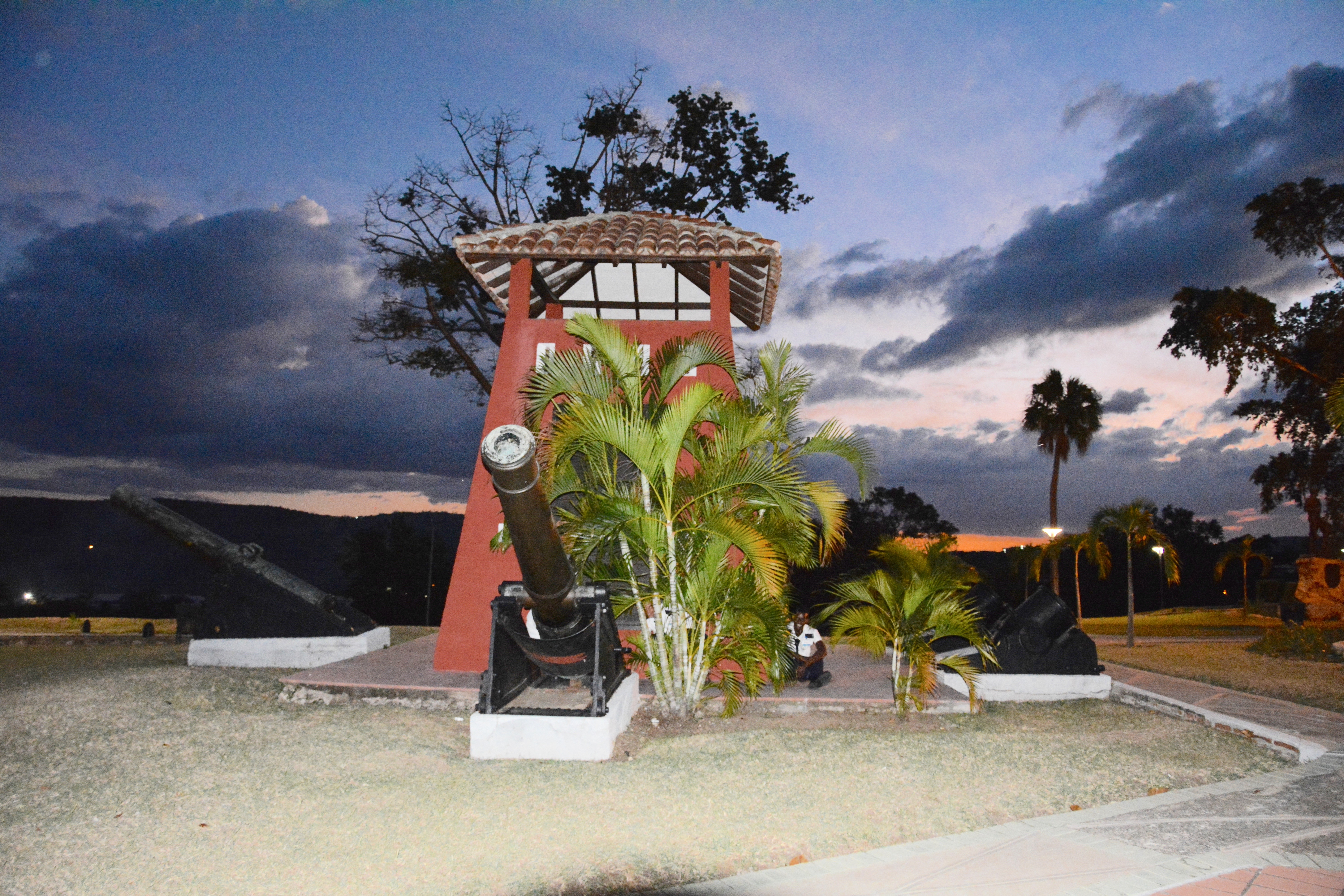
Denkmal auf dem Hügel San Juan als Erinnerung an die Schlacht von 1898

In (und bei) Santiago de Cuba fanden im Sommer 1898 die entscheidenden und abschließenden Gefechte statt, die im  Spanisch-Amerikanischen Krieg zum Ende der spanischen Kolonialherrschaft über Kuba führten: Die Schlacht am Hügel von San Juan außerhalb der damaligen östlichen Stadtgrenze (heute im Stadtviertel Vista Alegre) sowie wenige Tage später die Seeschlacht vor Santiago de Cuba.

### Diktatur Batistas, Beginn und Sieg der Revolution
Zur Zeit der Diktatur von Fulgencio Batista nahm der bewaffnete Kampf durch eine Gruppe um den jungen Rechtsanwalt Fidel Castro, der in Santiago seine Schulzeit verbracht hatte, in Santiago mit dem Sturm auf die Moncada-Kaserne am 26. Juli 1953 seinen Anfang. Während der benachbarte Gebirgszug Sierra Maestra ab 1956 zum Kerngebiet für den Guerillakrieg gegen die staatlichen Streitkräfte wurde, war Santiago de Cuba gleichzeitig das Zentrum des von Frank País angeführten zivilen Widerstands. Am 1. Januar 1959 verkündete Fidel Castro in Santiago de Cuba den Sieg der kubanischen Revolution, nachdem das Militär die Stadt nach Batistas Flucht aus dem Land kampflos der Rebellenarmee übergeben hatte.

### Santiago de Cuba nach dem Sieg der Revolution

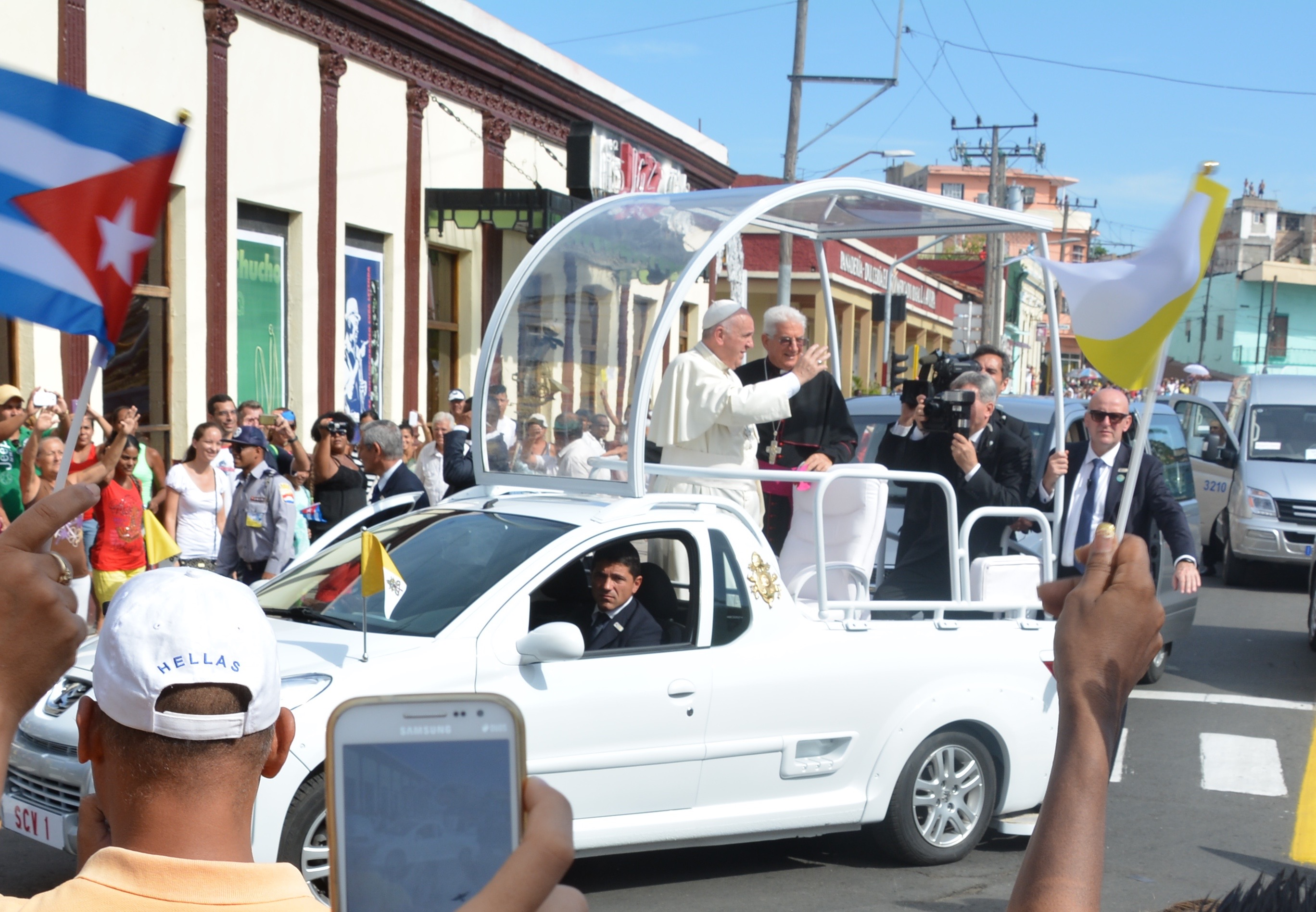
Papst Franziskus am 22. September 2015 auf dem Plaza de Marte

Am 1. Januar 1984 verlieh Staatspräsident Fidel Castro der Stadt Santiago für die besonderen Verdienste ihrer Bürger um die Revolution als einziger Stadt Kubas den Ehrentitel Heldenstadt der Republik Kuba. Das offizielle Motto der Stadt, das Teil des Stadtwappens ist, lautet: „Gestern rebellisch, heute gastfreundlich, immer heldenhaft“. Das historische, aus der spanischen Kolonialzeit stammende Stadtwappen trug das Motto: „Sehr ehrwürdig und sehr loyal“.
Am 25. Oktober 2012 richtete der Hurrikan Sandy im gesamten Stadtgebiet und Umland Santiagos große Schäden an; seit 1580 bebte in Santiago mindestens fünfzehnmal die Erde (das letzte große Erdbeben am 3. Februar 1932 hatte die Stärke 6,2 Grad auf der Richterskala), da vor der Küste Santiagos die Karibische Platte verläuft.
Bisher besuchte am 26. März 2012 Papst Benedikt XVI. und am 22. September 2015 Papst Franziskus die Stadt. Im Jahre 2015 feierte Santiago de Cuba seine 500-jährige Stadtgründung. Aus diesem Anlass wurden viele Häuser in der Innenstadt von der Regierung saniert.

## Politik
Der aktuelle Bürgermeister von Santiago de Cuba ist Raúl Fornés Valenciano. Seine Stellvertreterin ist Yanedis Echavarría Batista (beide PCC). Die Stadt wird von der Stadtversammlung der Volksmacht (Asamblea Municipal del Poder Populär) verwaltet, deren Vorsitzender Fornés Valenciano ist. Großen Einfluss auf die Geschicke der Stadt hat auch der erste Sekretär der Kommunistischen Partei (PCC) der Provinz Santiago (Primer Secretario del Partido en la Provincia), Lázaro Fernando Expósito Canto.

### Städtepartnerschaften

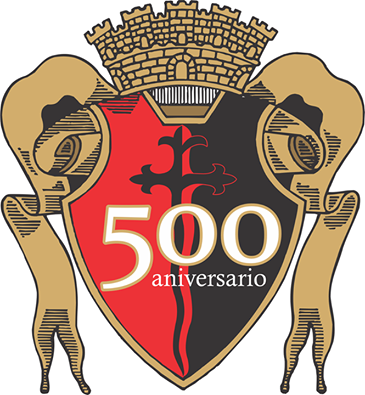
Logo der 500-Jahrfeier 2015

- Cartagena de Indias, Kolumbien
- Esmeraldas, Ecuador
- Lissabon, Portugal
- Maracaibo, Venezuela
- Montego Bay, Jamaika
- Oakland, Vereinigte Staaten
- Rosario, Argentinien
- Sabaneta, Venezuela
- Sankt Petersburg, Russland
- Santiago, Mexiko
- Santiago de Compostela, Spanien
- Santiago de los Caballeros, Dominikanische Republik

## Kultur und Sehenswürdigkeiten

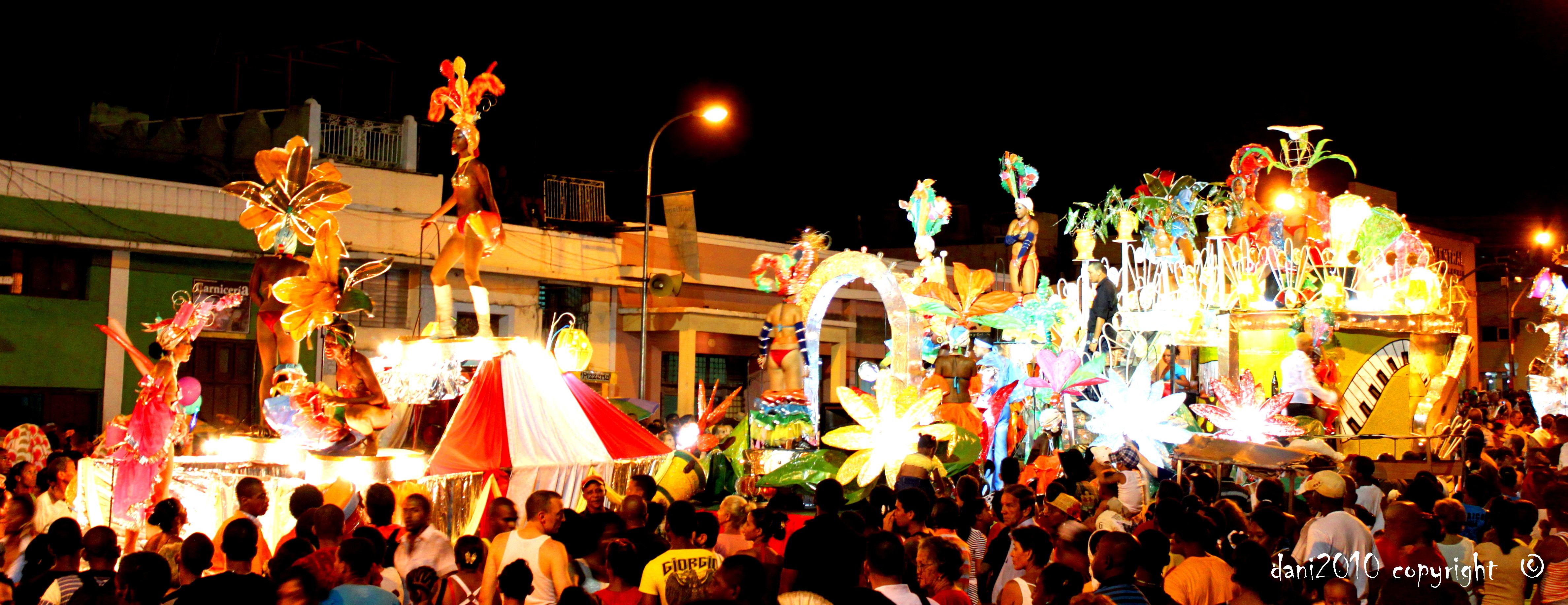
Karneval in Santiago de Cuba

Santiago de Cuba lässt sich als kulturelles Zentrum von Kubas Osten beschreiben, das über eine breite Palette an Kultur und Sehenswürdigkeiten verfügt, beispielsweise Museen, Paläste, öffentliche Plätze im kolonialen Stil, Alleen, Kirchen, Kino, Theater und den alljährlichen Karneval im Juli. In vielen kolonialen Bauten befinden sich heute Museen. Die kubanische Regierung legt ein besonderes Augenmerk auf guten Zugang zu kulturellen Veranstaltungen, weshalb die Eintrittspreise in den Museen und Festivals meist sehr niedrig sind.

### Plätze und Stadtviertel

#### Parque Céspedes

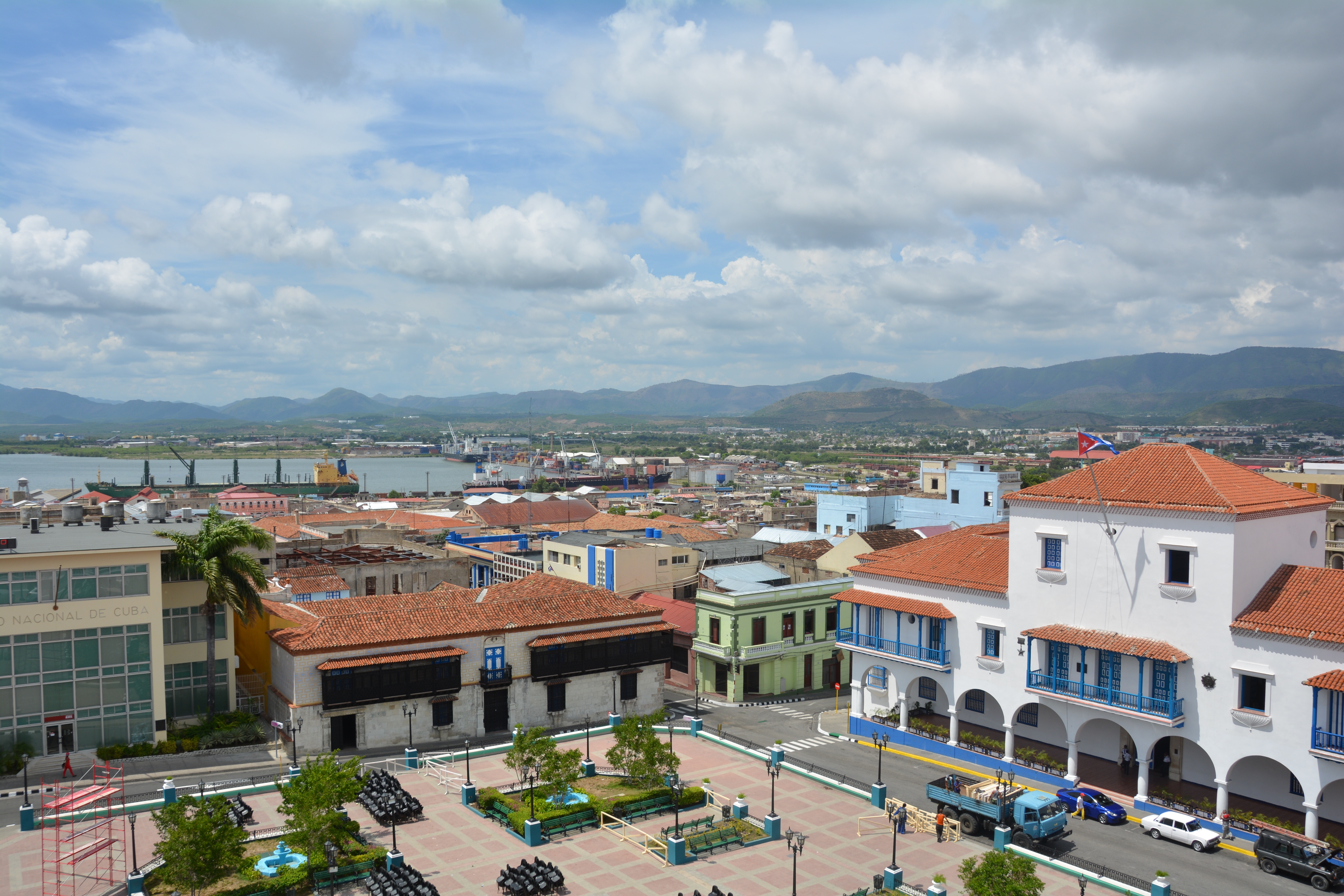
Blick vom Dachgarten des Hotels „Casa Granda“ auf den Parque Céspedes und die Casa de Velázquez, rechts davon das Rathaus von Santiago de Cuba

Der zentrale Platz in der Mitte der Stadt ist schon seit dem 16. Jahrhundert nachweisbar. Er hatte im Lauf der Geschichte verschiedene Namen von Plaza de Armas über Plaza Mayor bis Plaza de Isabel II. Nunmehr ist er nach dem ersten kubanischen Präsidenten Carlos Manuel de Céspedes benannt; ein Gedenkstein in der Mitte des Platzes erinnert an seinen Ruf von Yara, der als Beginn der Unabhängigkeitsbewegung Kubas gilt und das Ende der Sklaverei einläutete.
An seiner Südseite steht die 1818 fertiggestellte Kathedrale von Santiago de Cuba, deren drei steinerne Vorgängerbauten seit 1555 nachweisbar sind.
Gegenüber der Kathedrale steht das Rathaus von Santiago, welches in seinen Anfängen schon 1516 nachweisbar ist. Ursprünglich war dem Bau neben dem Rathaus in der Mitte auf der einen Seite ein Krankenhaus und auf der anderen Seite ein Gefängnis angegliedert. Im Jahre 1776 wurden Gefängnis und Krankenhaus aufgelöst. Bis 1852 wurde das Gebäude durch verschiedene Erdbeben fast vollständig zerstört und ab 1854 wieder komplett neu aufgebaut, sein heutiges Aussehen erhielt es nach dem Umbau 1948 bis 1954 im Kolonialstil. Am 31. Dezember 1901 wurde dort erstmals  die offizielle Flagge Kubas durch den damaligen Bürgermeister Emilio Bacardí Moreau gehisst (noch vor der offiziellen Einführung am 20. Mai 1902 in Havanna) und am 1. Januar 1959 vom Balkon des Rathauses durch Fidel Castro der Sieg der kubanischen Revolution verkündet.
Auf der Westseite befindet sich die zwischen 1516 und 1530 errichtete Casa de Velázquez, die als das älteste Haus Lateinamerikas gilt und ein Museum beherbergt.
Gegenüber der Casa de Velázquez befindet sich das vierstöckige Hotel Casa Grande, das zu den besten Hotels in Santiago de Cuba zählt. Im Jahre 1909 kaufte die Cuban Railroad Company das Territorium auf der Ostseite des Platzes, um ein Hotel zu bauen. Die Planung übernahm der Architekt Carlos Segrera. Die Baufirma Amigos y Hermanos errichtete das Gebäude in Rekordzeit; nach sechs Monaten war am 1. Januar 1914 der Bau fertiggestellt und wurde zehn Tage später eingeweiht. Im Dezember 1916 wurde der von Carlos Segrera entworfene und von Gerardo Vegas realisierte Dachgarten eröffnet, von dem sich ein wunderbarer Blick über die Stadt möglich ist. Das Hotel wurde von 1993 bis 1995 komplett saniert.

#### Plaza de Marte
Etwa 800 Meter westlich des Parque Céspedes liegt der Plaza de Marte, der den östlichen Eingang zu den Gassen der Altstadt bildet. Angelegt Ende des 18. Jahrhunderts als Exerzierplatz für die spanische Armee, trägt er den Namen des römischen Kriegsgottes Mars. Obwohl der Platz offiziell am 12. Juni 1899 in Plaza de la Libertad umbenannt wurde, ist er weiterhin unter seiner alten Bezeichnung bekannt.
Der Platz ist ein beliebter Treffpunkt mit Denkmälern für José Martí, den Revolutionshelden Alberto Fernández Montes de Oca und Camilo Cienfuegos, sowie Perucho Figueredo (Pedro Felipe Figueredo y Cisneros), den Autor der kubanischen Nationalhymne, General Francisco Sánchez Hechavarría, erster gewählter Gouverneur der ehemaligen Provinz Oriente und Brigadegeneral Joaquin Castillo Duany, den ersten Polarforscher Kubas.

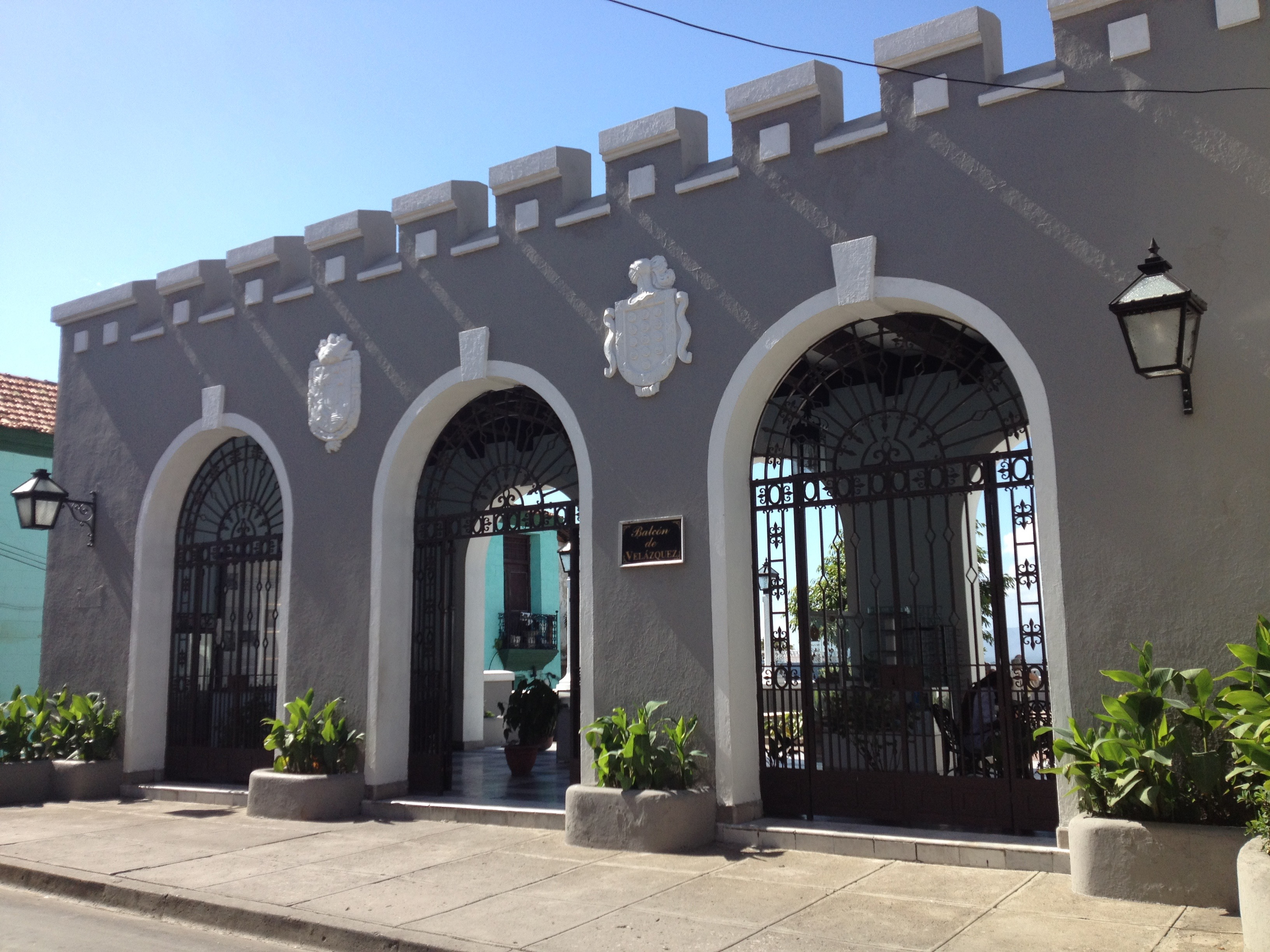
Eingang zum Balcón de Velázquez, das rechte Wappen ist das des Diego Velázquez de Cuéllar

Im Zentrum des Platzes steht eine Siegessäule mit der Jakobinermütze auf ihrer Spitze und vier Kanonen zu ihren Füßen. Den Grundstein legte der erste Präsident Kubas nach der Unabhängigkeit, Tomás Estrada Palma, am 2. Mai 1902, und nur 18 Tage später wurde sie von Francisco Sánchez Hechavarría eingeweiht.

#### Stadtviertel El Tivolí

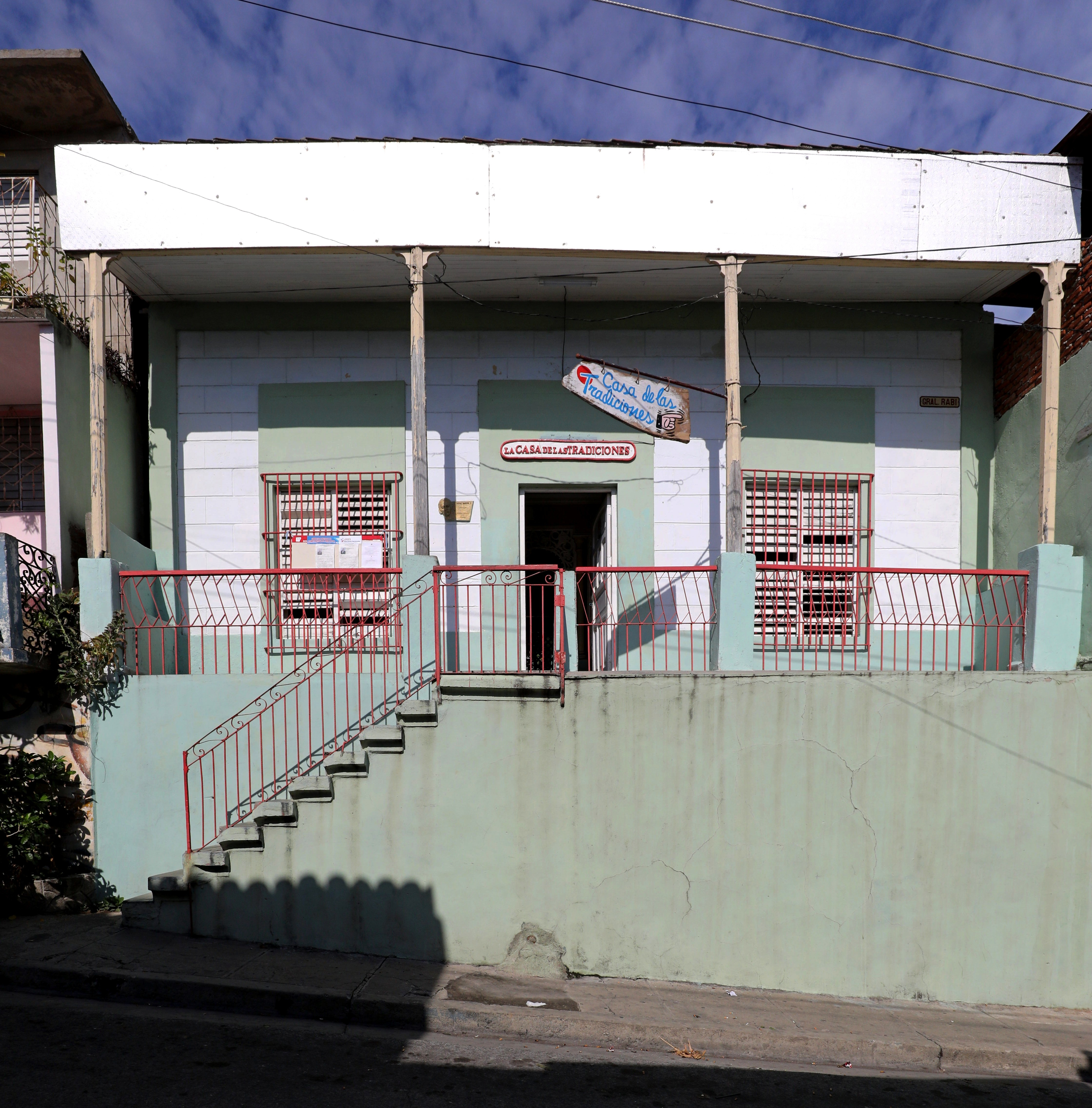
Casa de las Tradiciones Tivolí, Veranstaltungsort für traditionelle Musik

Südwestlich des Parque Céspedes befindet sich das Stadtviertel El Tivolí, das in der Mitte des 18. Jahrhunderts von französischen Siedlern aus Haiti gegründet wurde. Der Name leitet sich von einem Konzert-Cafe für 300 Personen ab, das sich früher in diesem Viertel befand. Der markanteste Teil des Viertels ist die Calle Padre Pico, eine Treppengasse mit 52 Stufen in 13 Blöcken, die im Jahre 1899 unter der Schirmherrschaft von Bürgermeister Emilio Bacardi erbaut wurde.
Oberhalb des Viertels befindet sich der Balcón de Velázquez. Diese im 16. Jahrhundert erbaute Terrasse diente der Überwachung des Hafens und des Seeverkehrs, da es immer wieder zu Überfällen auf die Stadt durch Piraten und Korsaren in dieser Zeit kam. Ihr Bau wurde von Hernando de Soto, der seit 7. Juni 1538 als neuer Gouverneur Kubas eingesetzt worden war, im Jahre 1539 angeordnet, aber die Arbeiten wurden erst 1550 abgeschlossen. Heute kann man dort gegen einen geringen Eintritt einen schönen Blick über den Hafen genießen.

#### Plaza de Dolores

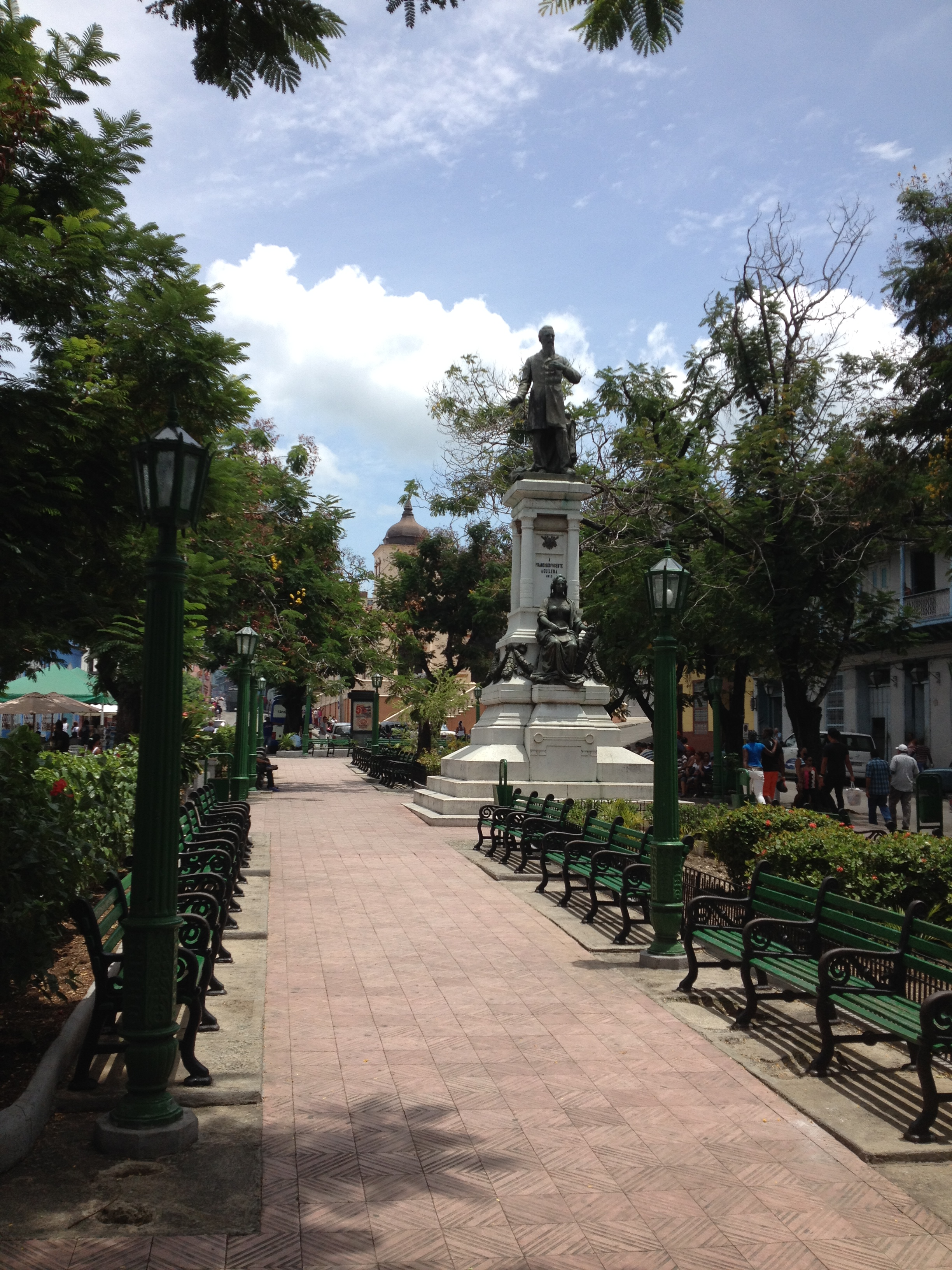
Plaza de Dolores mit dem Denkmal für Francisco Vicente Aguilera; im Hintergrund der Sala de Dolores

Zwischen dem Parque Céspedes und der Plaza de Marte befindet sich die Plaza de Dolores, ein circa 910 Quadratmeter großer Platz, der nach der dort befindlichen ehemaligen Kirche Iglesia de Dolores benannt wurde. Im angrenzenden Colegio de Dolores gingen Fidel und Raul Castro zur Schule.
In der Mitte des Platzes befindet sich das Denkmal für Francisco Vicente Aguilera, einen der damals wohlhabendsten Plantagenbesitzer Kubas, der 1867 das Revolutionäre Komitee von Bayamo gründete, welches das Ziel hatte, Kuba in die Unabhängigkeit von Spanien zu führen und dessen Aktivitäten schließlich in den Zehnjährigen Krieg mündeten.
Die Ursprünge des Platzes reichen bis ins 17. Jahrhundert zurück, als sich dort eine Einsiedelei der Heiligen Anna befand. Auf den Ruinen der Einsiedelei wurde 1722 die Kirche Iglesia de Nuestra Señora de los Dolores gebaut. Bis 1776 bildete der Platz die östliche Grenze der Stadt und es befand sich dort ein Markt für landwirtschaftliche Produkte. Die Kirche brannte 1974 nieder, wurde von 1986 bis 1989 als Konzertsaal neu aufgebaut und in Sala de Concierto Dolores umbenannt. Auch findet hier wegen der hervorragenden Akustik das alljährliche Internationale Chor-Festival statt. Wertvollstes Stück des Konzerthauses ist eine Rieger-Kloss-Orgel, von der der tschechische Ableger der Firma nur 400 Stück produzierte. Es finden dort auch regelmäßig Konzerte (unter anderem mit dem in Santiago de Cuba beheimateten Sinfonieorchester Orquesta Sinfónica de Oriente (OSO)) statt.
Im Jahre 1967 wurde der Platz mit Anpflanzungen und Parkbänken neu gestaltet und er ist ein beliebter Treffpunkt mit vielen Cafés und Restaurants.

#### Stadtviertel Vista Alegre

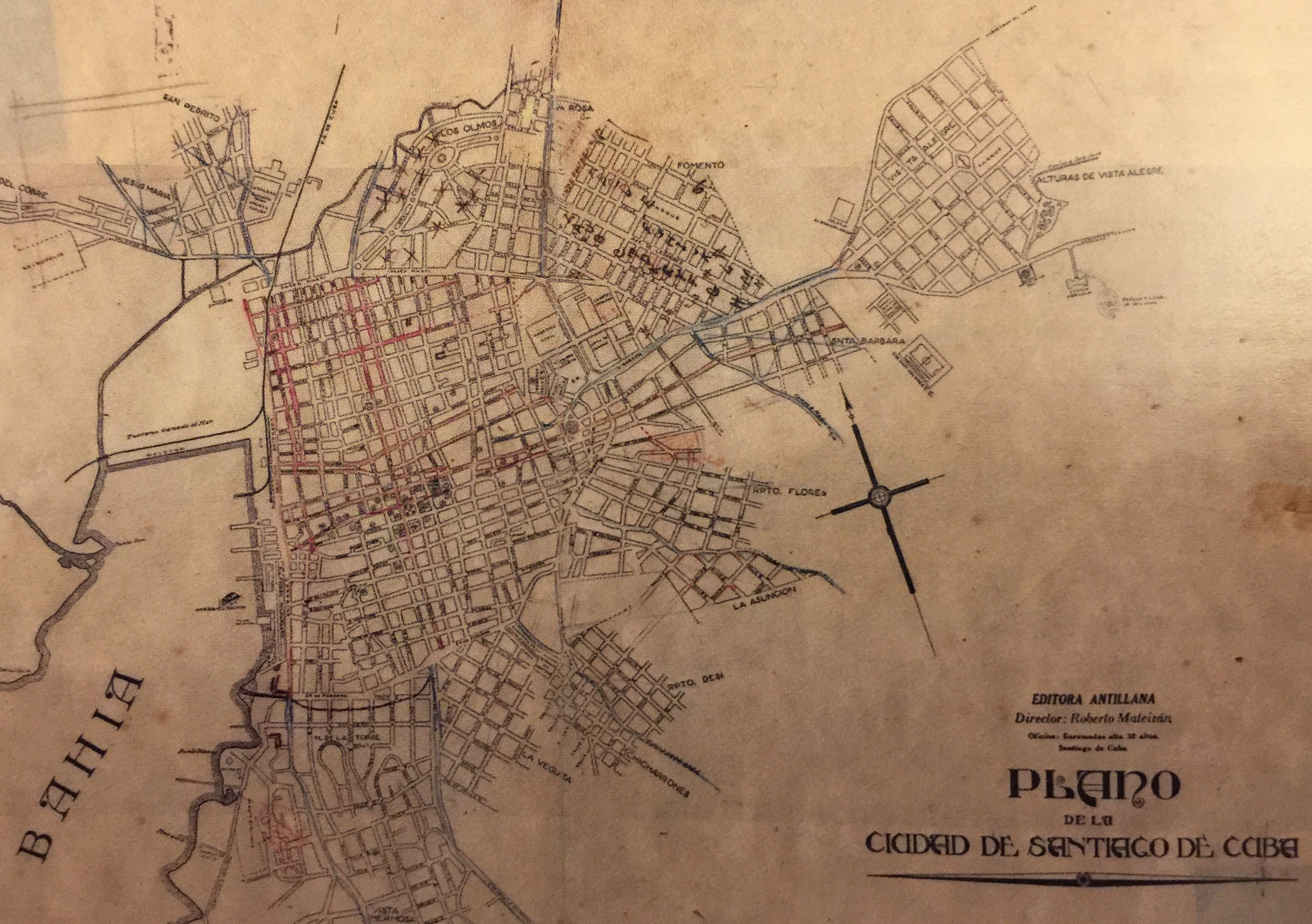
Stadtplan von Santiago um 1920; rechts oben das Stadtviertel Vista Alegre

Das Stadtviertel Vista Alegre, das sich etwa 5 km östlich des Stadtzentrums befindet, lässt sich als Nobelviertel von Santiago de Cuba beschreiben. Nach dem Ende der kubanischen Befreiungskriege 1898 und der Industrialisierung entstand auch in Santiago der Bedarf von Wohnhäusern für die Oberklasse. Am 12. Juni 1907 kaufte der Unternehmer und Vorsitzende der Santiago Urbanization und Extension Company y la Caney, José Tomás Nicolau, die Ländereien der Finca Arroyo Hondo und die Aufteilung in Parzellen nach dem Vorbild einer Planstadt begann. Kurz darauf wurde das sich entwickelnde Viertel mit dem Stadtzentrum durch eine Straßenbahnlinie verbunden, die am 8. Februar 1908 von der Electricity and Traction Company eingeweiht wurde. Wurden vom Jahre 1907 bis 1909 zuerst 26 Villen aus Holz gebaut, wuchs der Bestand an Villen aus Mauerwerk bis 1930 auf 189. Im Zentrum des Viertels wurde ein kleiner Park mit dem Denkmal für José-Maria de Heredia angelegt.

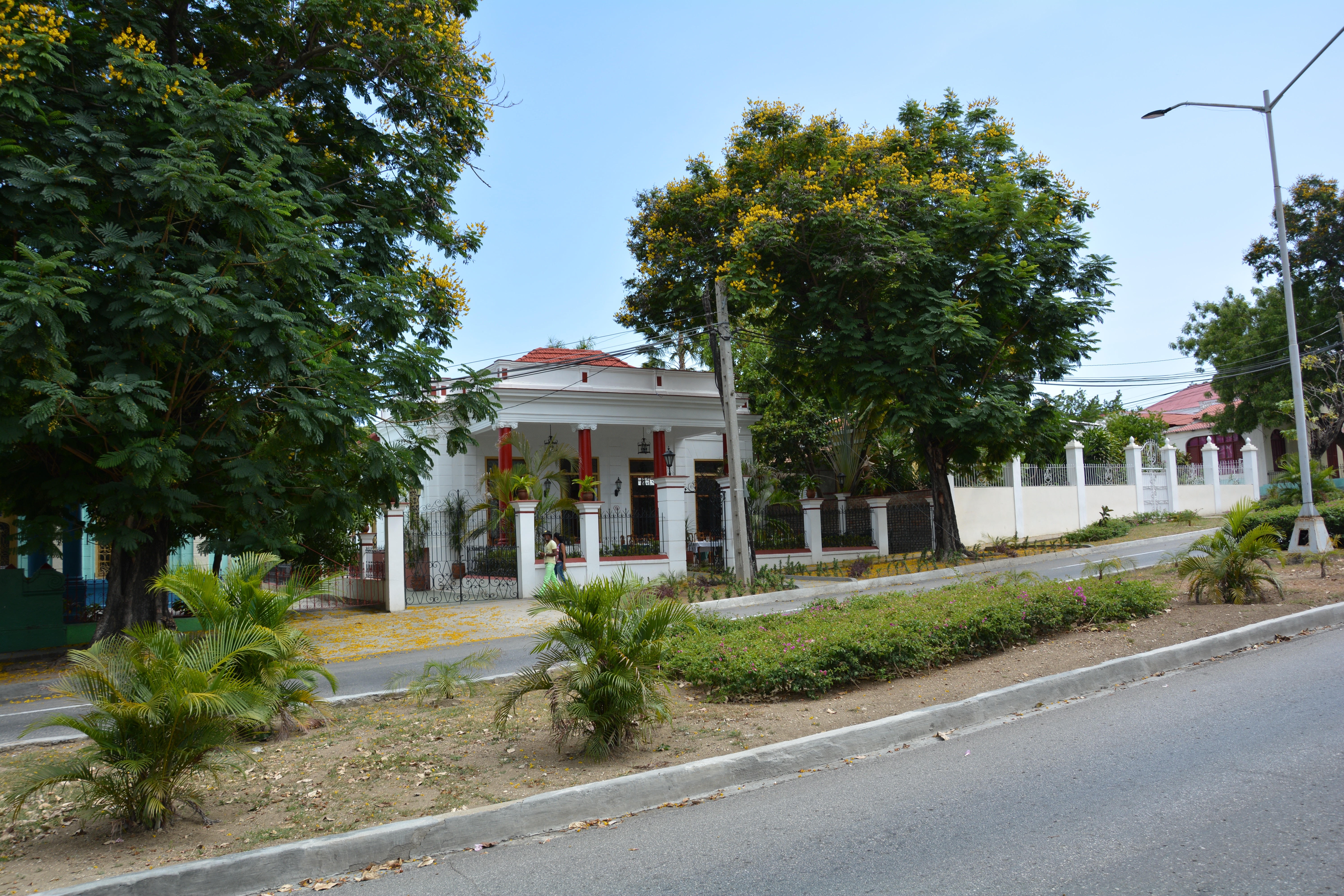
Typische Villen im Stadtviertel Vista Alegre an der Avenida Mandulay

Im größten und bekanntesten Gebäude befindet sich der Pionierpalast. Erbaut wurde das Gebäude als Palacio de Bosch im Jahre 1916 von Carlos Segrera (1880–1922) für José Bosch Vincens, den Mitinhaber der Marimón, Bosch y Compañía S en C, einer Firma für Zuckermühlen und Finanzdienstleistungen in Santiago. Sein Sohn José M. (Pepin) Bosch, der Enriqueta Schueg Bacardi heiratete, war Finanzminister Cubas und von 1951 bis 1976 Präsident der Bacardi Cooperation. Der Architekt Carlos Segrera, geboren und verstorben in Santiago de Cuba, konstruierte auch viele der Wohnhäuser und ein Theater in Vista Alegre.
Des Weiteren befindet sich im Stadtviertel das im Jahr 1992 eröffnete Museo de la Imagen, in dem die Geschichte von Fotografie, Kino, Radio und Fernsehen anschaulich dargestellt wird. Dieses in Lateinamerika einzigartige Museum beherbergt unter anderem eine große Sammlung von Kodak-Fotoapparaten ab dem Jahr 1888, eine Fernsehkamera, die bei den Olympischen Spielen 1936 in Berlin zum Einsatz kam, die erste Fernsehkamera inklusive Übertragungswagen Kubas, sowie eine Stummfilm-Kamera aus dem Jahre 1897.
In der Casa de las Religiones Populäres, die sich auch in Vista Alegre befindet, erfährt man alles über den afro-kubanischen Santería-Kult und anderen von den afrikanischen Sklaven ins Land gebrachten Naturreligionen. Hier kann man Orisha und Voodoo-Zeremonien erleben oder an spiritistischen Sitzungen teilnehmen. Das unweit entfernte Centro Cultural African Fernando Ortiz widmet sich der Erforschung der afrikanischen Kultur in Kuba und beherbergt eine kleine Sammlung von Kunst aus Afrika.

#### Plaza de la Revolución

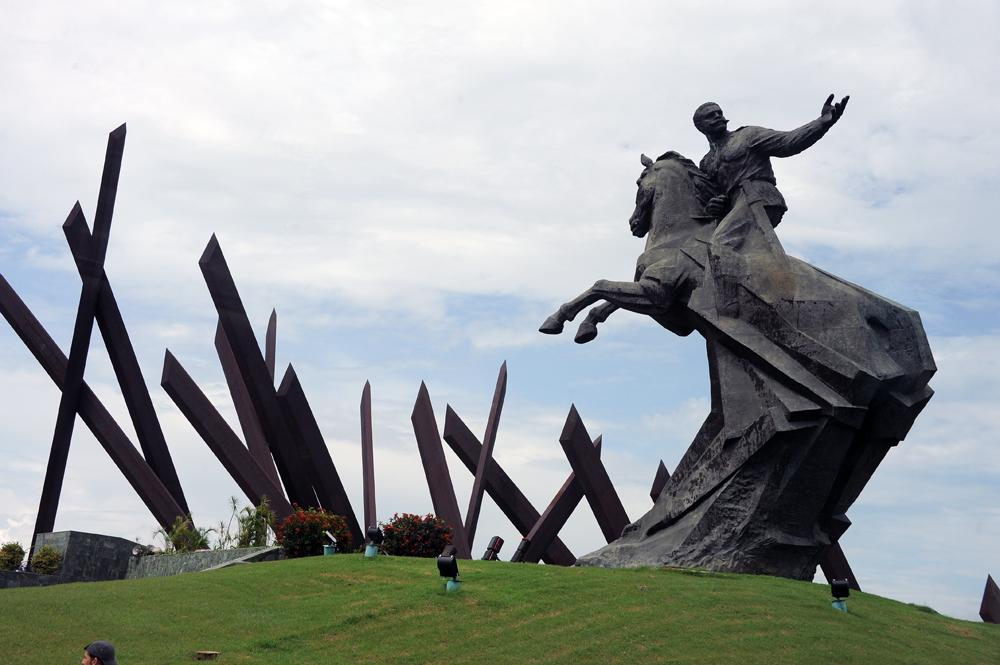
Antonio Maceo-Denkmal auf dem Revolutionsplatz

Nach dem Vorbild von Havanna gibt es seit dem 14. Oktober 1991 auch in Santiago de Cuba einen zentralen Revolutionsplatz, der für Großveranstaltungen genutzt wird. Die Plaza de la Revolución Mayor General Antonio Maceo Grajale befindet sich am nördlichen Eingang der Stadt. Auf dem 53.000 Quadratmeter großen trapezförmigen Gelände haben 150.000 Menschen Platz. In seiner Mitte steht die von dem Bildhauer Alberto Santiago Lescay gestaltete 16 Meter hohe Statue von Antonio Maceo, der dazu auffordert, sich dem Kampf anzuschließen. Sie ist aus 430 Bronzeelementen zusammengesetzt und wiegt rund 90 Tonnen. Rings um das Denkmal sind Eisenstangen platziert, die 23 Macheten darstellen. Unter dem Denkmal befinden sich Ausstellungsräume mit Darstellungen in Form von Hologrammen der kubanischen Unabhängigkeitskriege. Über dem Platz brennt in Erinnerung an die Märtyrer ein ewiges Feuer.

### Museen

#### Museo de Ambiente Histórico Cubano (Casa de Velázquez)

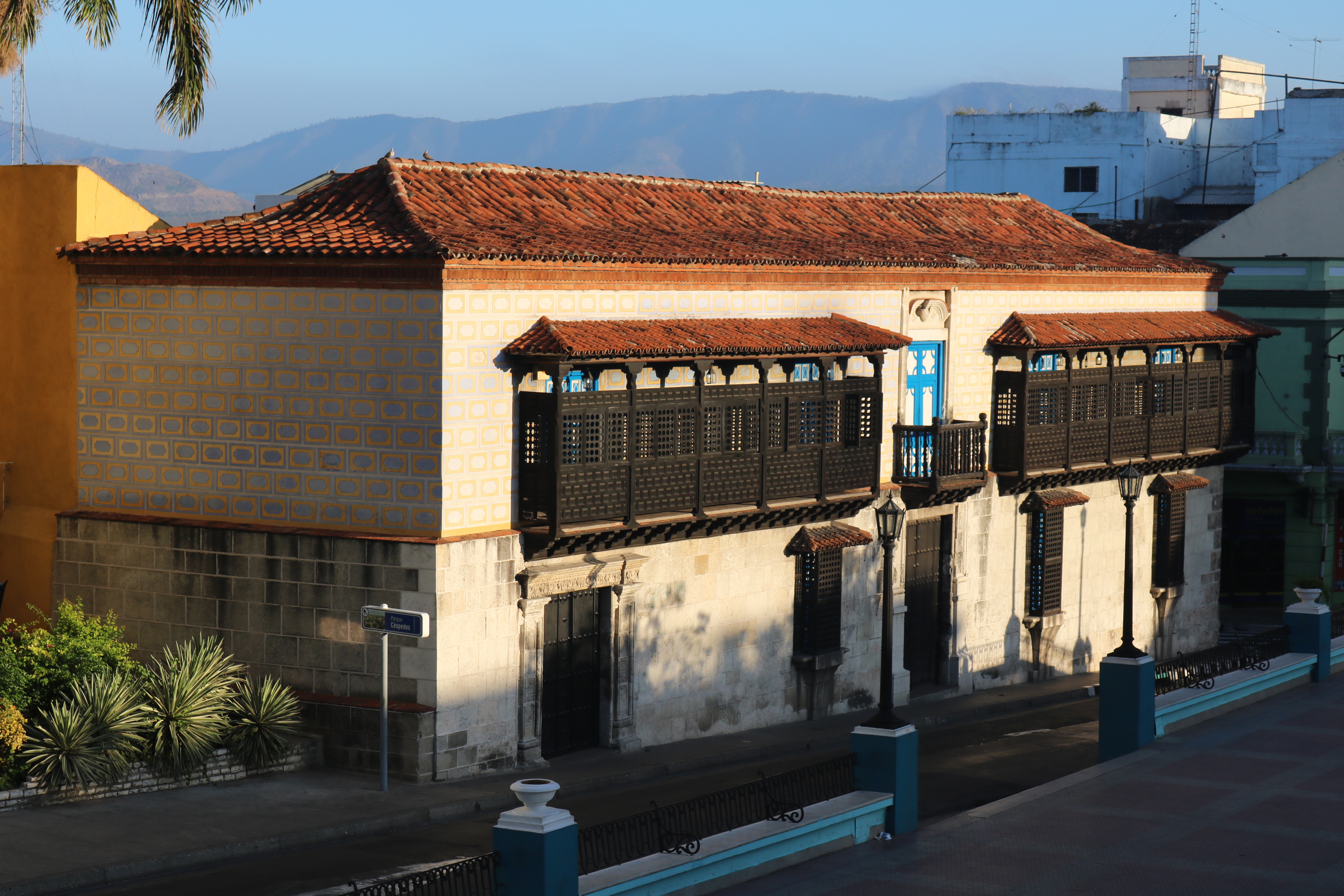
Casa de Velázquez – das älteste Haus Lateinamerikas

Das Museo de Ambiente Histórico Cubano befindet sich im ältesten durch die Spanier erbauten Haus Lateinamerikas, der Casa de Velázquez im Zentrum der Stadt. Nach dem Baubeginn 1516 unter Don Diego Velázquez de Cuéllar wurde im Jahr 1519 das Erdgeschoss fertiggestellt und das Obergeschoss bis 1530 unter Gouverneur Gonzalo Guzmán erweitert. Es wurde im sogenannten Mudejar-Stil errichtet, der eine Mischung von maurischen und gotischen Elementen enthält. Besonders auffallend sind der vergitterte Balkon und die geschnitzten Holzdecken.
Das Haus wurde in den 1940er Jahren unter der Leitung des kubanischen Archäologen Francisco Prat restauriert und unter seiner Anleitung von 1965 bis 1970 als Museum ausgebaut. Im Museum befinden sich Keramik und Geschirr sowie viele europäische Gobelins und Möbel der Kolonialzeit. Es ist eines der schönsten Museen in Santiago de Cuba und vermittelt einen Einblick in die Art der Lebensweise der Oberschicht jener Zeit. Auch ist im Haus ein steinerner, historischer Goldschmelzofen zu besichtigen.

#### Museo Bacardí

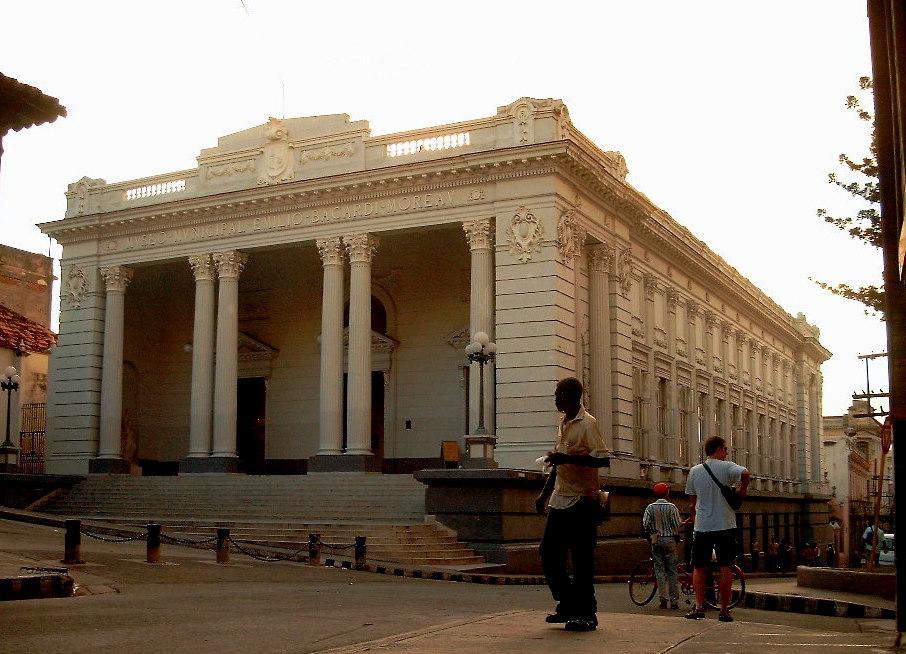
Museo Bacardí

Der neoklassizistische Palast ist eines der bedeutendsten Museen in Santiago und beherbergt die älteste Sammlung Kubas (begründet 1899). Die Bauarbeiten begannen am 28. Oktober 1922 und sechs Jahre später, am 20. Mai 1928 wurde das Museo y Biblioteca Pública de Santiago de Cuba eröffnet. Auf Initiative der Witwe von Emilio Bacardi, Elvira Cape, wurde es nach ihm benannt. Nach ihr wurde wiederum die öffentliche Bibliothek benannt, die sich auch in dem Gebäude befindet.
Während des Unabhängigkeitskrieges von 1895 gelang es der spanischen Regierung, einige Leihgaben von Gemälden europäischer Malerei aus dem Prado-Museum nach Kuba zu bringen. Später schickte die Regierung die Werke in die Vereinigten Staaten, aber Bacardi gelang es, einige von ihnen für sein Museum zu erwerben. Darunter waren unter anderem Gemälde des deutschen Neoklassikers Rudolf Rössler, des Italieners Guido Reni und der Spanier Juan Pantoja de la Cruz und Federico de Madrazo y Kuntz. Des Weiteren sind in den 16 Ausstellungsräumen auf drei Stockwerken unter anderem diverse originale Devotionalien von José Martí, eine ägyptische Mumie und die Druckmaschine zu sehen, auf der Carlos Manuel de Céspedes die Zeitung El Cuba Libre druckte.

#### Museo del Carnaval
Die lange Tradition des ältesten Karnevals in Kuba wird in diesem Museum in der Calle Heredia lebendig. Die Exponate geben einen guten Überblick über das Spektakel, das jedes Jahr um den 25. Juli in Santiago de Cuba stattfindet und sogar der Grund war, warum Fidel Castro den Termin des Sturmes auf die Moncada-Kaserne auf den 26. Juli legte. Neben Schwarz-Weiß-Fotografien und Zeitungsartikeln zeigen aufwendig gearbeitete Kostüme, riesige Köpfe aus Pappmaché und Bilder von kunstvoll geschmückten Festwagen, wie sehr die Santiagueros ihren Karneval lieben. Die Geschichte des berühmtesten Karnevals in Kuba reicht bis 17. Jahrhunderts zurück, als die herrschende Klasse immer am Namenstag des heiligen Apostels Jakobus, des Namenspatrons Santiagos, am 25. Juli einen Gottesdienst und eine Prozession veranstalteten. Die afrikanischen Sklaven feierten an diesem Tag ihre Gottheiten – die Orishas – mit ausgelassener Musik und lautstarken Gesängen. Mit der Zeit wurde das ausgelassene Spektakel zu einer festen Einrichtung, bei dem mit Conga-Paraden und Festumzügen jedes Jahr sieben Tage gefeiert wird.

#### Casa Natal de José María Heredia

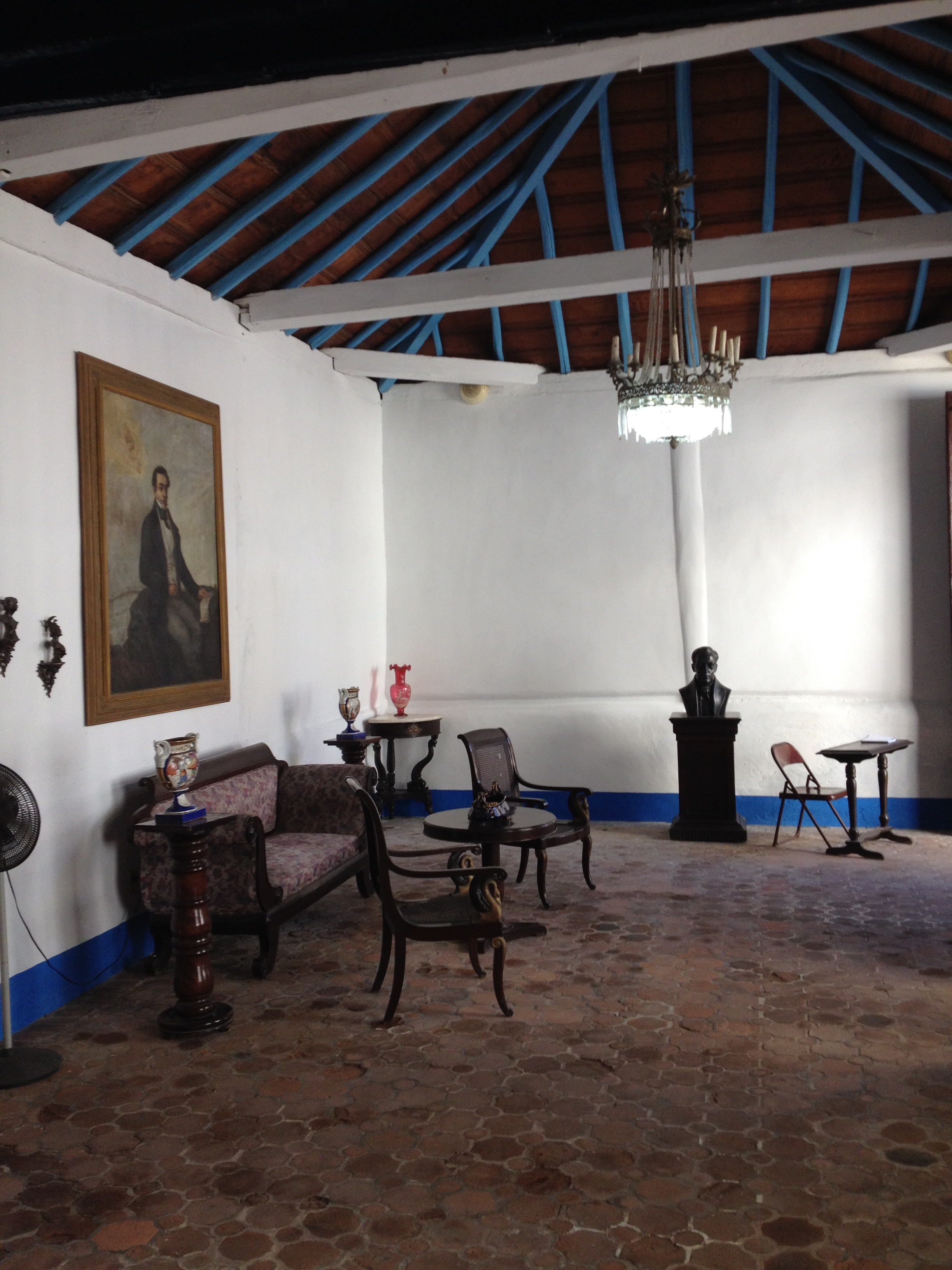
Im Geburtshaus von José María Heredia

Gegenüber dem Karnevalmuseum steht das Geburtshaus eines der größten Dichter Kubas und eines der ersten Romantiker Amerikas José María Heredia, der dort am 31. Dezember 1803 das Licht der Welt erblickte. Die drei Räume des Museums widmen sich hauptsächlich dem Wirken und Leben Heredias, obwohl er im Alter von zweieinhalb Jahren mit seinen Eltern in die Dominikanische Republik übersiedelte und nicht wieder nach Santiago zurückkehrte. An der Hauswand des Hauses sind Verse seines berühmtesten Gedichtes, der Oda a Niágara, eingelassen.

#### Museo del Ron
Das Gebäude, in dem 1996 das Rum-Museum eröffnet wurde, wurde ursprünglich 1889 für Kindelán Mozo de la Torre, den Militärgouverneur von Santiago de Cuba, erbaut. Im Jahre 1924 ging es in den Besitz von Mariano Gómez Villasana, dem Schatzmeister der alten Bacardi Company, über. Nachdem die Familie Virgilí Maidique, die das Haus bis 1968 bewohnt hatte, das Land verlassen hatte, wurde es dem kubanischen Staat übereignet. Danach wurde es 1972 zum „Haus der Freundschaft Kuba – UdSSR“. In sechs Räumen sind die Geschichte und die Produktion vom Zuckerrohr bis zum Rum anschaulich dargestellt.

#### Casa Natal de Antonio Maceo Grajales

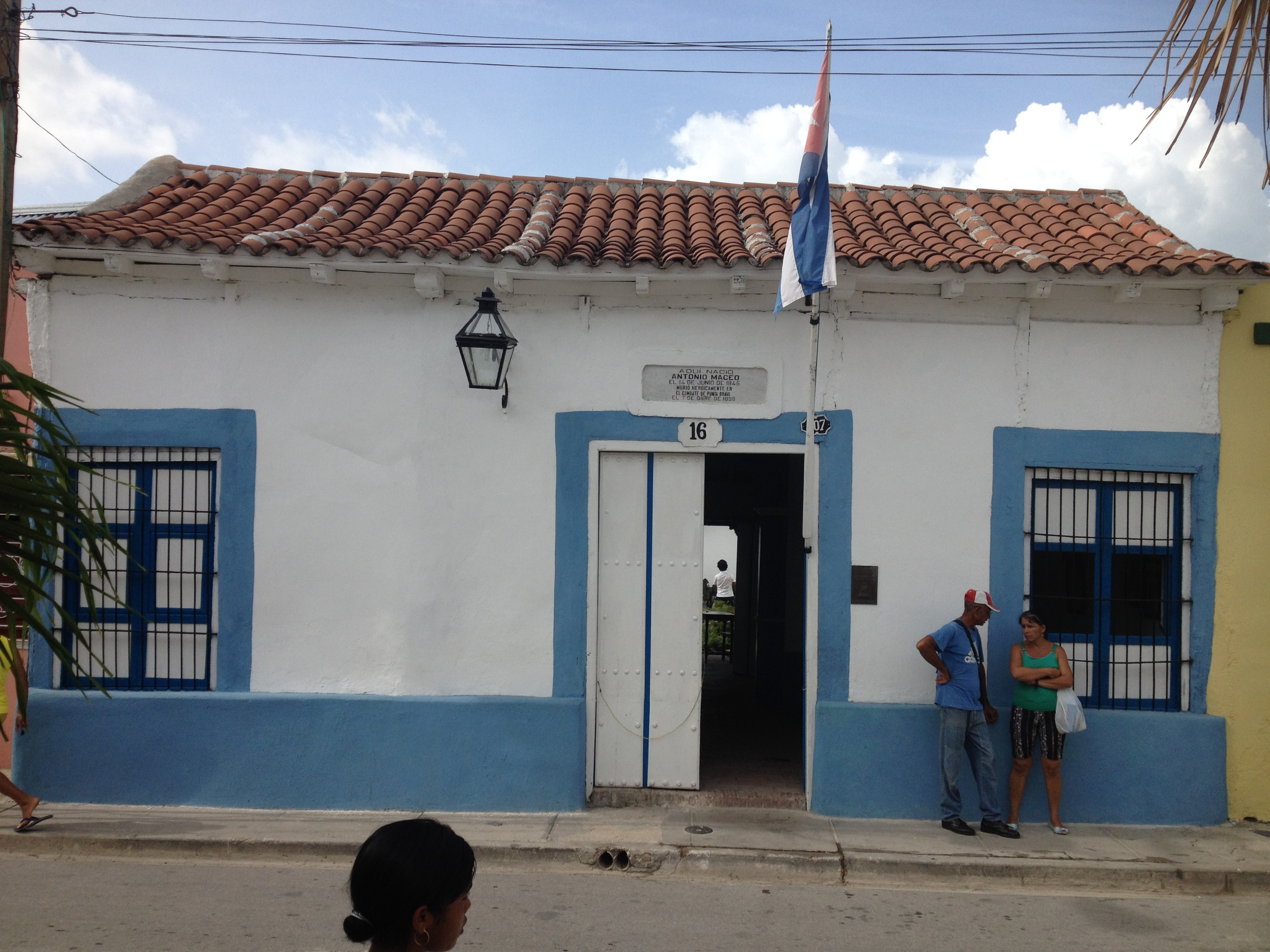
Antonio Maceo Grajales-Museum

Das Geburtshaus von Antonio Maceo Grajales, des aufgrund seiner braunen Hautfarbe „Bronzetitan“ genannten Führers der Unabhängigkeitskriege gegen die spanische Kolonialmacht, befindet sich nahe dem Zentrum in der Los Maceo Nr. 207 (früher Providencia Nr. 16).
Das Haus wurde zwischen 1802 und 1803 errichtet und am 7. August 1857 kaufte es der Vater Maceos, Marcos Maceo von Juana Bautista, nachdem er es schon einige Jahre mit seiner Familie bewohnt hatte. Dort wurde am 14. Juni 1845 sein Sohn Antonio geboren. Das Museum wurde am 5. Dezember 1974 eingeweiht und seit dem 6. Dezember 1978 ist das Haus kubanisches Nationaldenkmal.
Im Museum sind einige Möbel aus Familienbesitz, Teile des Familiengeschirrs und andere Gegenstände für den persönlichen Gebrauch zu sehen, darunter ein Tisch, den seine Mutter Mariana Grajales während ihres Aufenthalts in Jamaika von 1878 bis 1893 benutzte. Das Leben von Antonio Maceo während der Unabhängigkeitskriege, beginnend im Oktober 1868 bis zu seinem Tod im Kampf am 7. Dezember 1896 ist in einem eigenen Raum skizziert. Zu den persönlichen Gegenständen, die in einem weiteren Raum zu sehen sind, gehören eine Aktentasche für Dokumente, Ferngläser und eine Brieftasche, die Maceo während des Krieges von 1895 verwendet hat.

### Sonstige Sehenswürdigkeiten

#### Moncada-Kaserne

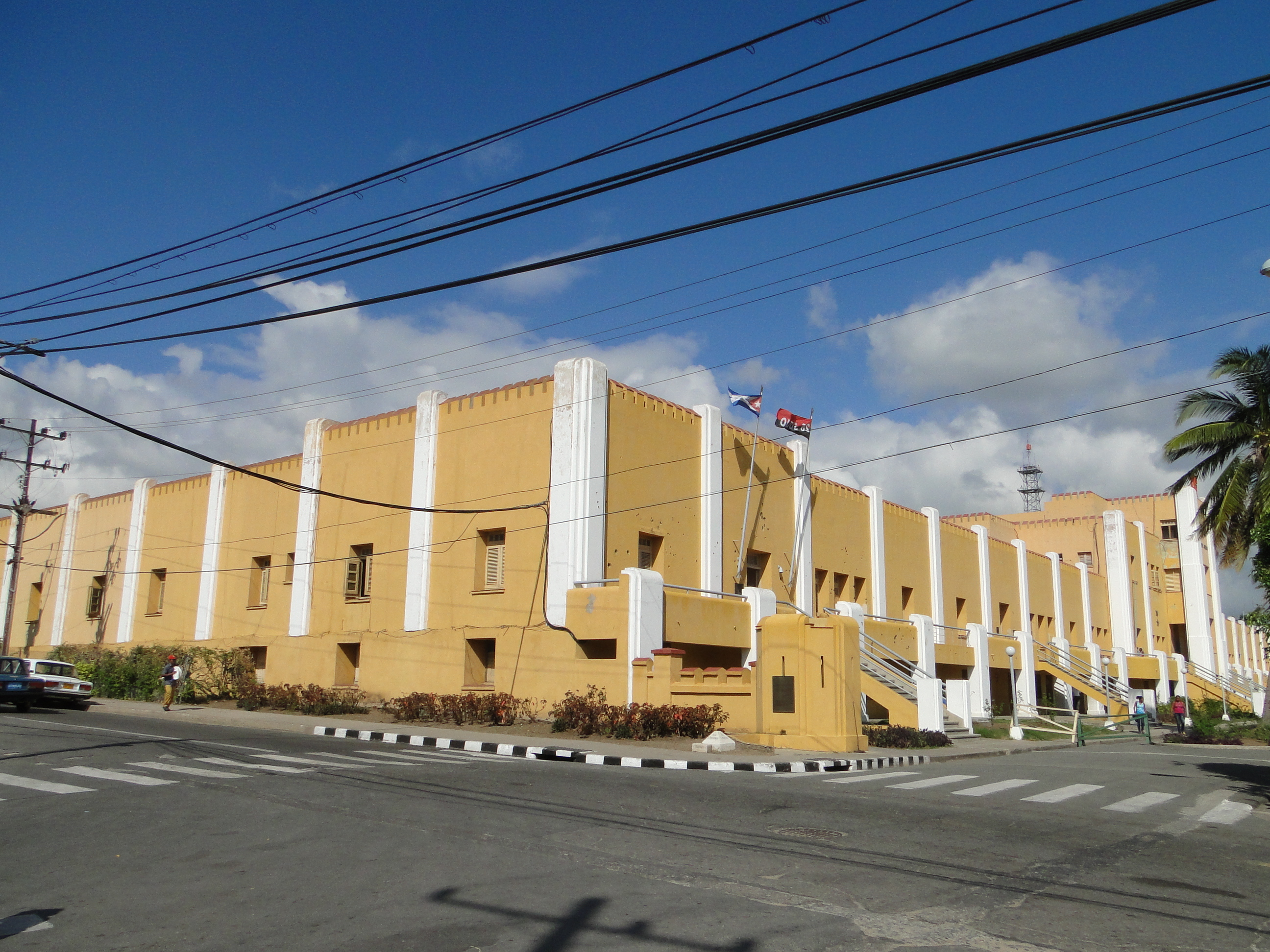
Moncada-Kaserne mit rekonstruierten Einschusslöchern, der kubanischen und rot-schwarzen Flagge der Bewegung M-26-7

Die Geschichte des Cuartel Moncada beginnt Mitte des 19. Jahrhunderts, als Santiago ein Gefängnis und eine Militärkaserne benötigte. Am 6. Mai 1854 übernahm Feldmarschall Carlos Vargas-Machuca das Generalkommando über die Ostgebiete Kubas. Unter seiner Leitung begannen im Jahre 1859 die Arbeiten des Cuartel del Nuevo Presidio.
Der dabei entstandene Komplex aus Kaserne und Gefängnis beherbergte 1001 Soldaten und 202 Gefangene. Die Kaserne erhielt während des Zehnjährigen Krieges den Namen Reina Mercedes und beherbergte die spanische Kavallerie, die zu dieser Zeit gegen die kubanischen Unabhängigkeitskämpfer kämpfte. Neben diesen Gebäuden entstand 1878 das Militärhospital Príncipe Alfonso mit 300 Betten. Während der Befreiungskriege erlangte der Komplex hohe strategische Bedeutung und am 2. Januar 1894 wurde General Guillermo Moncada in der Kaserne inhaftiert, wo er zusammen mit anderen Kameraden sechs Monate verbracht hatte. Nach der Eroberung Santiagos durch US-amerikanische Truppen blieben die Kaserne und das Krankenhaus bis zum 31. Juli 1902 unter deren Verwaltung.
Am 24. April 1909 wurde der Komplex nach General Guillermón Moncada benannt und am 11. Dezember 1937 zerstörte ein Feuer wichtige Teile des Ensembles und ein rascher Wiederaufbau im Stil des Art déco begann. Die neue Anlage wurde am 4. September 1938 eingeweiht und beherbergte dann 2000 Soldaten.
Am 26. Juli 1953 stürmten junge Kämpfer unter Leitung des jungen Rechtsanwaltes Fidel Castro die Kaserne, zeitgleich mit der Kaserne Carlos Manuel Céspedes in Bayamo, um ihr in der Kubanischen Verfassung verankertes Recht auf Widerstand durchzusetzen, da im Jahr zuvor Fulgencio Batista durch einen Militärputsch an die Macht gekommen war. Zuvor hatte sich die Gruppe von 135 Männern und Frauen auf dem Bauernhof Villa Blanca (heute Museum Granjita Siboney), der sich etwa 13 Kilometer südlich von Santiago befindet, zusammengeschlossen. Ein Trupp von 21 Mann unter Führung von Abel Santamaría griff das Zivilkrankenhaus an, ein anderer von zehn Mann unter dem Befehl von Raúl Castro besetzte den Justizpalast und Fidel Castro und 95 Mann griffen die Moncada-Kaserne an. Der Angriff misslang und 6 der Angreifer und 19 Soldaten wurden getötet.

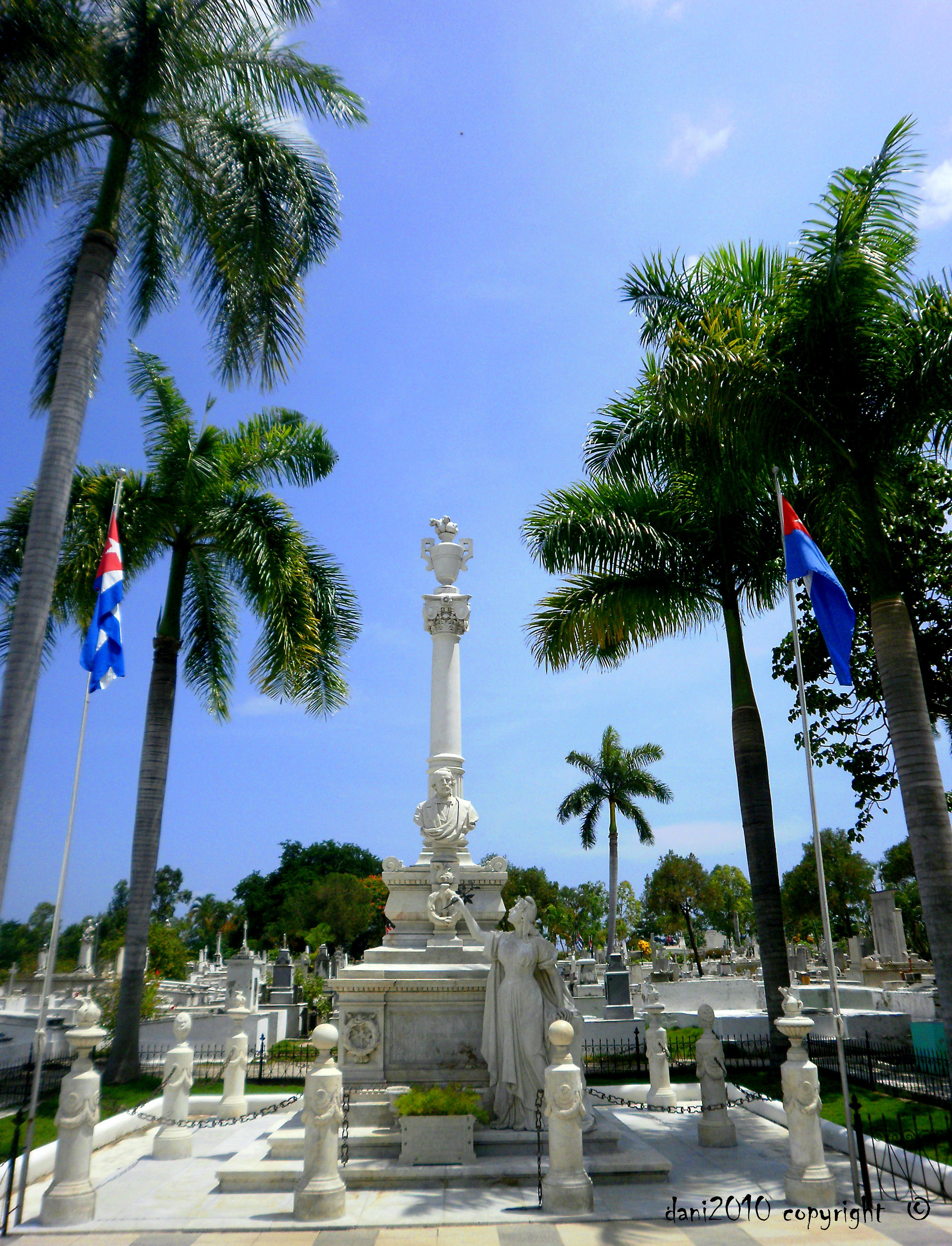
Grab des ersten kubanischen Präsidenten Carlos Manuel de Céspedes auf dem Friedhof Santa Ifigenia mit der von ihm entworfenen Flagge Kubas, die heute nur als Gösch Kubas Verwendung findet (rechts)

Am 8. Januar 1959, während der kubanischen Revolution, gelangte die Kaserne endgültig in die Hände der Revolutionäre. Am 28. Januar 1960 wurde der Komplex in eine Schule umgewandelt, in der heute rund 1600 Schüler lernen. Auch ein Museum wurde eingerichtet, in dem die Geschichte des Angriffs auf die Kaserne und die Folgen beleuchtet werden. Die Einschusslöcher vom Angriff im Jahre 1953 in der Fassade werden sorgsam gepflegt und sind noch gut sichtbar.

#### Casa de la Trova
Die Feierstätte der kubanischen Musik ist unter anderem das Casa de la Trova in der Calle Heredia im Herzen Santiagos. Dort entstand das erste und urtypische afro-cubanische Musik-Haus für den Urtypus der kubanischen Musik, den Son, den der Buena Vista Social Club weltberühmt gemacht hat. Er ist die Basis für viele lateinamerikanische Musikrichtungen. Im traditionellen Son wird der spanische Gesang mit den afrikanischen Rhythmen und der spanischen Gitarre verschmolzen. Dort können Einheimische und auch Touristen nach typisch kubanischen Rhythmen das Tanzbein schwingen.

#### Cementerio Santa Ifigenia
Der Friedhof Cementerio Santa Ifigenia, der sich nordwestlich außerhalb des Stadtzentrums befindet, ist einer der bekanntesten Friedhöfe in Kuba, da auf ihm viele Persönlichkeiten aus der Geschichte Kubas begraben sind. Er wurde am 22. April 1868 eingeweiht und im Jahre 1937 zum Nationaldenkmal erklärt, was nochmals 1979 durch Fidel Castro bestätigt wurde. Er beherbergt circa 8000 Gräber. Sein Name leitet sich von der heiligen Iphigenia, einer äthiopischen Jungfrau und Märtyrin des 1. Jahrhunderts, ab.
Das beeindruckendste Grabmal des Friedhofs ist das Mausoleum von José Martí. In dem am 30. Juni 1951 eingeweihten Ehrengrab ruht der Leichnam des am 19. Mai 1895 gefallenen Nationalhelden, Denkers und Lenkers des Widerstandes gegen die spanische Besatzung. Der 24 Meter hohe Granitturm ist ein Beispiel für die rationalistischen Grabmäler, die ab der Mitte des 20. Jahrhunderts angelegt wurden. Eine Wachablösung der dreiköpfigen Ehrenwache findet alle 30 Minuten zu den Klängen der Elegía a Martí statt.
Auf dem Friedhof sind bekannte Persönlichkeiten wie Fidel Castro, Carlos Manuel de Céspedes, María Cabrales (Witwe von Antonio Maceo), Frank País, Emilio Bacardí Moreau, Francesco Antommarchi (letzter Leibarzt Napoleons) und Compay Segundo begraben.

#### Cayo Granma

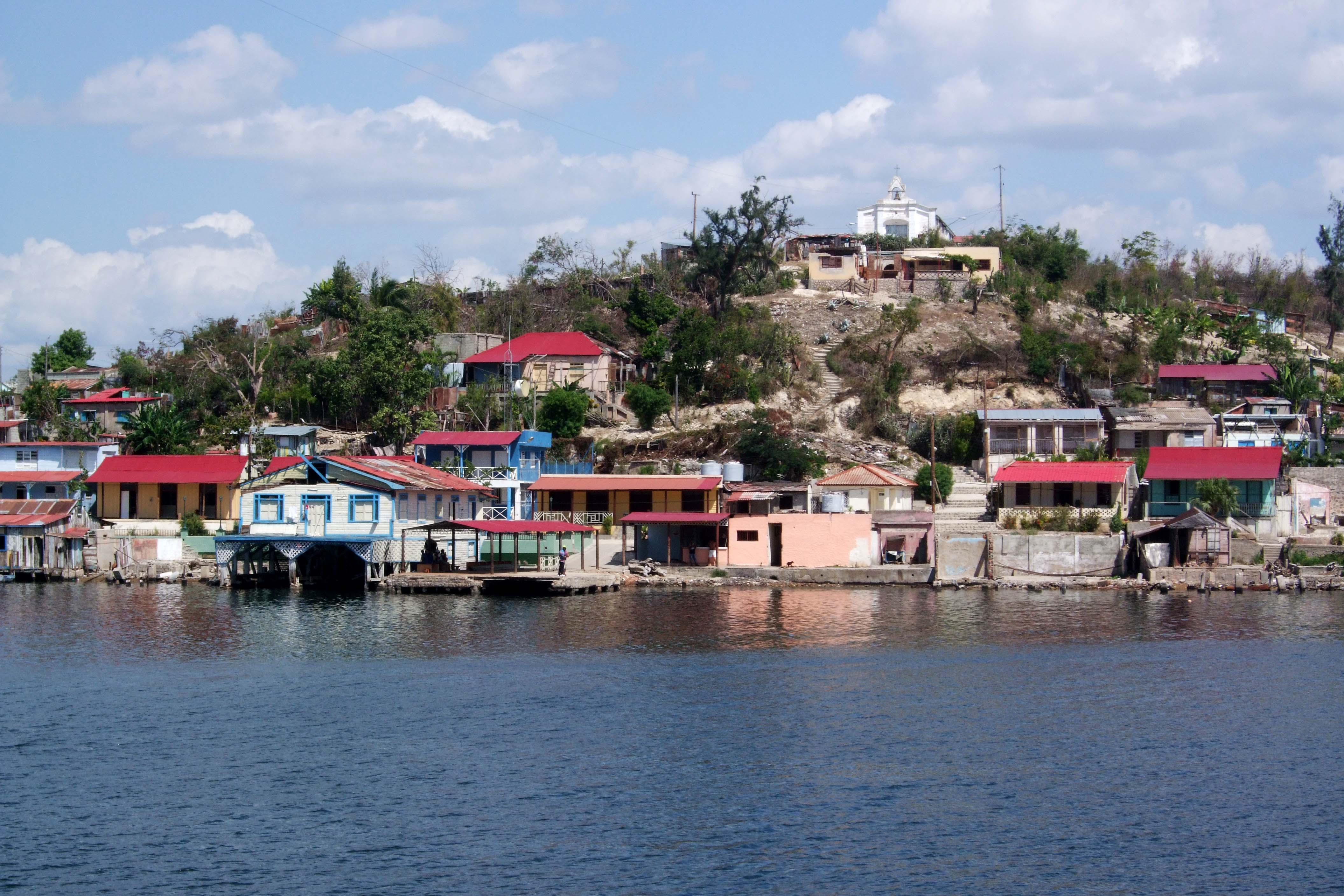
Blick auf die Insel mit der Kirche San Rafael

Die nur 2,2 km² große Insel in der Bucht vor Santiago de Cuba diente früher als Wachposten vor angreifenden Piraten. Im 19. und 20. Jahrhundert, als die Insel noch Cayo Smith hieß, bauten sich dort viele Santiagueros Sommerhäuser. Im Jahre 1870 hatte sie schon 184 Einwohner. Die Kirche San Rafael auf dem höchsten Punkt der Insel (9 m) wurde 1877 eingeweiht. Im Jahre 1961 wurde sie als Dank an die auf der Insel lebenden Menschen bei der Unterstützung der kubanischen Revolution in Cayo Granma umbenannt.
Heute ist die Insel mit einer stündlich verkehrenden Fähre vom Festland aus erreichbar. Es gibt eine Post, eine Schule und viele, vor allem bei Touristen beliebte Restaurants.

#### Castillo del Morro
Etwa 10 km südwestlich von Santiago de Cuba befindet sich das Castillo de San Pedro de la Roca (umgangssprachlich auch Castillo del Morro genannt). Die Festung gilt als das besterhaltene und vollständigste Beispiel der spanisch-amerikanischen Militärarchitektur und wurde 1997 von der UNESCO zum Weltkulturerbe erklärt.
Die Festung wurde 1637 von Juan Bautista Antonelli (1585–1649) entworfen. Sie war vom Gouverneur von Santiago, Pedro de la Roca y Borja, als Verteidigungsanlage gegen Piratenüberfälle konzipiert und sollte eine frühere, kleinere Befestigung aus den Jahren zwischen 1590 und 1610 ersetzen.
Antonellis Entwurf passte sich der Lage der Festung an den steilen Flanken eines in die Bucht reichenden Vorsprunges – morro, nach dem die Festung auch benannt ist – an. Die Festung wurde auf mehreren Terrassen errichtet. Es gab vier Hauptebenen und drei große Bastionen für die Artillerie. Versorgungsgüter wurden über das Meer angeliefert und in einem großen, direkt in den Fels gehauenen Lagerhaus eingelagert oder zur Zitadelle auf der obersten Ebene geschafft. Der Bau der Zitadelle nahm 42 Jahre in Anspruch. Er begann 1683 und wurde mit mehreren Unterbrechungen 1700 beendet. Zwischen 1675 und 1692 wurde die Festung von mehreren Erdbeben beschädigt. In den Jahren 1693 bis 1695 wurden unter Francisco Pérez Reparaturen vorgenommen. Weitere Arbeiten wurden 1738–1740 von dem Ingenieur Antonio de Arredondo durchgeführt, der die Zitadelle vergrößerte und einige der bislang unvollendeten Plattformen fertig stellte. Juan Martín Cermeño und Francisco Calderín nahmen letzte Änderungen am Bauwerk vor, nachdem es zwischen 1757 und 1766 erneut von Erdbeben beschädigt worden war.
Ab 1775 wurden die Teile der Festung die als „der Fels“ (la Roca) und „der Stern“ (la Estrella) bekannt waren, in ein Gefängnis für politische Gefangene umgewandelt. Der Rest der Festung blieb eine Militärbasis.
1898 wurde die Festung letztmals militärisch genutzt, als die Flotte der Vereinigten Staaten während des Spanisch-Amerikanischen Krieges Santiago de Cuba angriff.
Im 20. Jahrhundert verfiel die Festung zusehends. In den 1960er-Jahren wurde sie unter Francisco Prat Puig restauriert. Seit 1978 ist sie als Museum zugänglich und wird seit 1979 als offizielles Nationaldenkmal geführt.

#### Naturpark (Parque) Baconao und die historische Kaffeeplantage La Isabélica
Der Naturpark Baconao, der zum Municipio Santiago gehört, wurde 1987 von der UNESCO in die Liste der Biosphärenreservate übernommen. Er liegt in rund 20 km Entfernung vom Stadtgebiet. Auf 85.000 Hektar bietet er zahlreiche Sehenswürdigkeiten. Am in der Nähe der Stadt gelegenen Westrand des Parkes liegt der 1234 Meter hohe Berg Gran Piedra, auf dem ein botanischer Garten und die höchste Aussichtsplattform der Gegend besucht werden können.
Auf dem Weg zum Berggipfel befindet sich die historische Kaffeeplantage Cafetal Isabélica, die ebenfalls im Jahre 2000 als ein Teil der Archäologischen Landschaft der ersten Kaffeeplantagen im Südosten Kubas in die UNESCO-Welterbeliste aufgenommen wurde. Die Tradition des Kaffeeanbaus stammt ursprünglich aus Saint Domingue (das heutige Haiti) von der Insel Hispaniola, wo sie seit dem 18. Jahrhundert von französischen Siedlern kultiviert wurde. Zur Zeit der Sklavenaufstände ab 1790 und der darauf folgenden Gründung des Staates Haiti flüchteten einige dieser Siedler mit ihren Sklaven ins nahe gelegene Kuba und begründeten dort die Kaffee-Anbau-Tradition. Von den Karibischen Inseln aus verbreitete sich der Kaffeeanbau in weitere Staaten Süd- und Mittelamerikas.
Der Grundbesitzer Víctor Constatan ließ anfangs nach seiner Flucht aus Haiti Mais, Kakao und Kaffee anbauen. Die Plantage benannte er nach seiner Frau Isabel María.
Dort sind das Gutshaus mit vorgelagerter Trocknungs-Terrasse (Secaderos), das Küchen- und Werkstatt-Gebäude, eine Mühle (Molino) und die Überreste der Sklavenunterkünfte zu besichtigen. Das Obergeschoss des zwischen 1820 und 1830 errichteten Haupthauses ist ein Holzbau auf dem aus Naturstein gemauerten Sockelgeschoss. Das Obergeschoss wurde im Laufe der Zeit zerstört und ist mit zum Teil traditionellen Handwerkstechniken rekonstruiert worden. Die Räume sind mit Mobiliar aus der Epoche der Plantagenzeit eingerichtet. Das Sockelgeschoss hat die Zeiten weitgehend unzerstört überdauert. Seit 1961 dient die Anlage als Museum.
Wie alle Kaffeeplantagen liegt die Plantage in einem speziellen Mikroklima. Aufgrund der Höhenlage von etwa 1130 m und der vorherrschenden Windrichtungen ist das Temperaturspektrum gemäßigt und die Feuchtigkeit für die Kaffeepflanzen durch Kondensat aus den Wolken sichergestellt.

#### Basílica Santuario Nacional de Nuestra Señora de la Caridad del Cobre

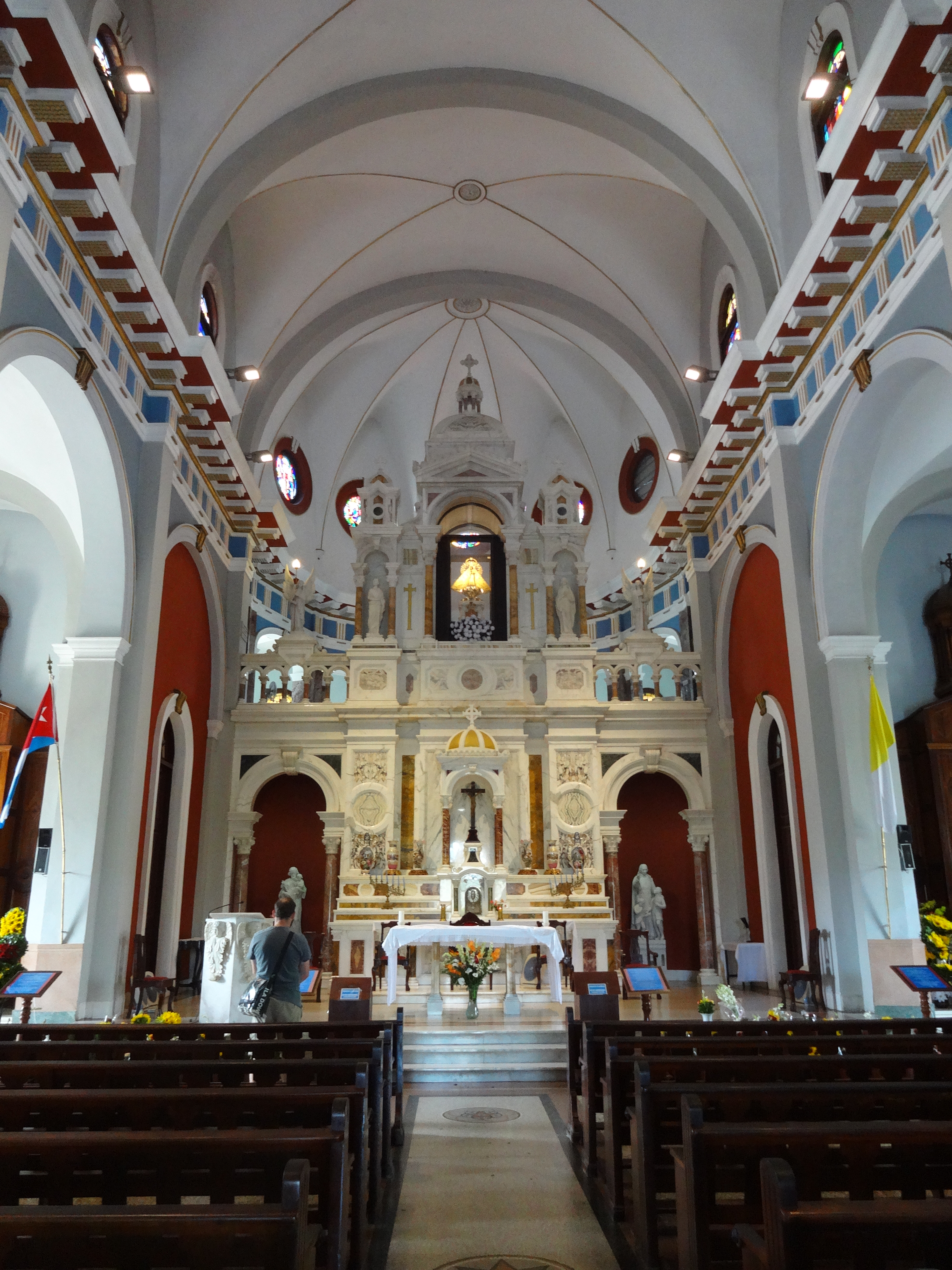
Im Inneren der Basilika

Das Nationalheiligtum der Katholiken Kubas und zugleich Wallfahrtskirche wurde im Jahre 1926 neu erbaut, nachdem schon seit 1686 eine Kirche am gleichen Ort existiert hatte. Sie erhebt sich über das kleine Dorf El Cobre rund 20 km westlich von Santiago de Cuba und ist über 254 Stufen erreichbar. Im Inneren befindet sich die Figur der Barmherzigen Jungfrau von Cobre (span: Virgen de la Caridad del Cobre), die seit 1612 verehrt wird und wichtigster Gegenstand von Wallfahrten in Kuba ist.
1915 hatten die Veteranen des Befreiungskrieges Papst Benedikt XV. darum gebeten, die Barmherzige Jungfrau von El Cobre zur Schutzpatronin von Kuba zu erklären. Papst Johannes Paul II. krönte und segnete sie 1998 bei seinem Besuch in Kuba, und am 27. März 2012 verehrte Papst Benedikt XVI. der Jungfrau von El Cobre anlässlich der vierhundertsten Wiederkehr des Jahrestages ihrer Auffindung eine Goldene Rose während seiner Pilgerreise nach Kuba. Die Kirche beherbergt eine beeindruckende Sammlung von Votivgaben, unter anderem befindet sich dort auch die Nobelpreis-Medaille von Ernest Hemingway.

## Wirtschaft

Straßenszene in der Innenstadt

Santiago de Cuba ist eines der wirtschaftlichen Zentren im Osten Kubas. Die Hermanos-Díaz-Raffinerie (Öl und Gas), die Renté-Thermoelektrizitätsfabrik, die Zementfabrik José Merceró gehören zu den wichtigsten Betrieben und größten Arbeitgebern in Santiago. Auch existieren im Gebiet um Santiago diverse Zuckerfabriken, so dass die Gegend um Santiago de Cuba eines der wichtigsten Zentren der Zuckerproduktion in Kuba ist. Daneben sind noch die Rumfabrik (ehemals Bacardi) und die Bierfabrik Fábrica de Cerveza Hatuey (seit 1919, gegründet als Santiago Brewing Company) zu nennen. Zunehmende Bedeutung gewinnt auch der Tourismus in und um Santiago.

## Infrastruktur

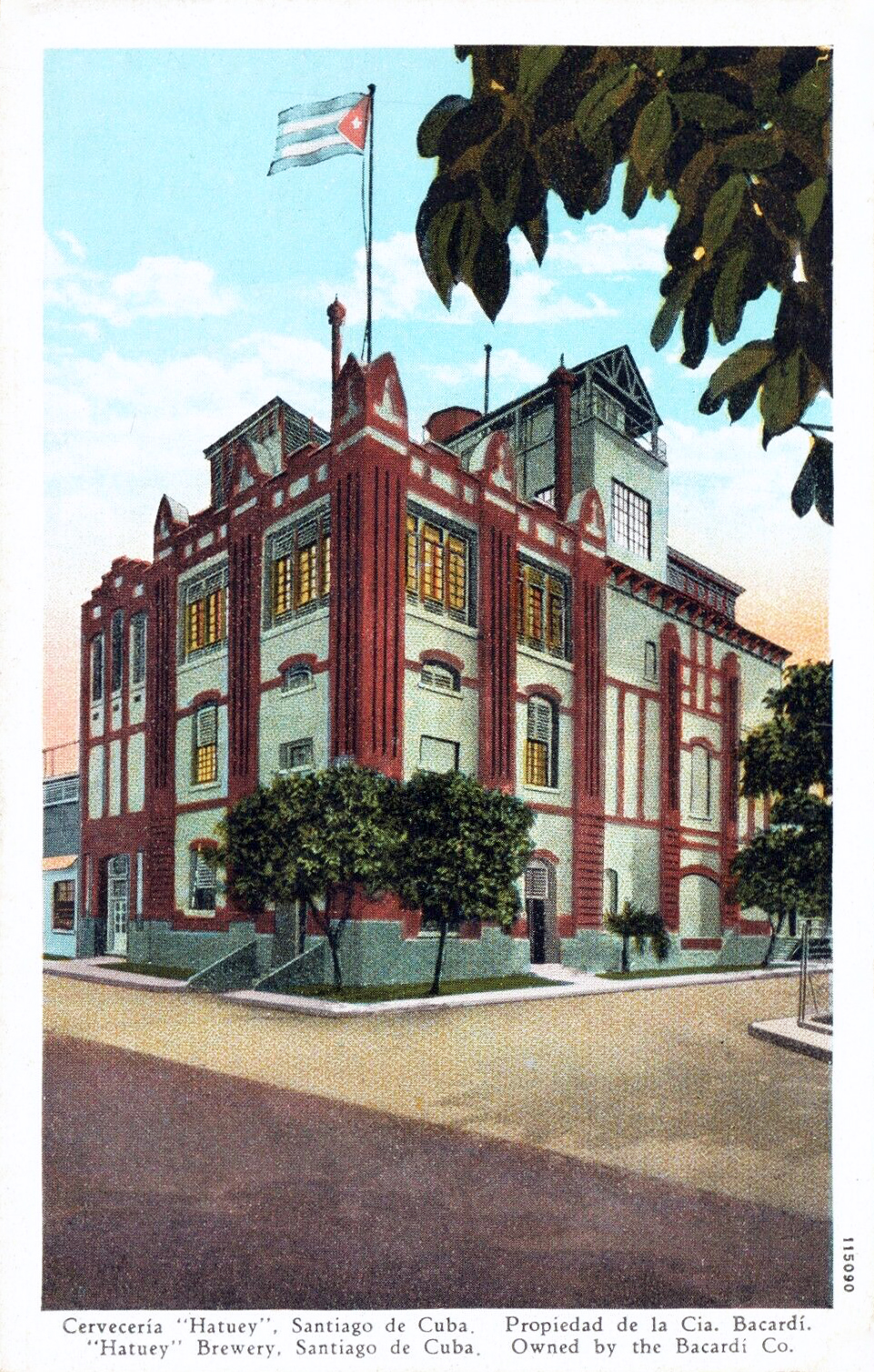
Brauerei „Hatuey“ (ca. 1920)

Der Flugverkehr von und nach Santiago de Cuba und dem Umland wird vom Flughafen „Antonio Maceo“ bedient (spanisch: Aeropuerto Internacional Antonio Maceo y Grajales). Er befindet sich etwa 10 km südlich des Stadtzentrums. Der Flughafen ist einer der wichtigsten des Ostens Kuba, sowohl für nationale als auch für internationale Flüge. Die angebotenen Fluglinien verbinden Santiago unter anderem mit Havanna, Rom, Montréal, Port-au-Prince, Santo Domingo und Toronto.
Der regionale Busverkehr wird mit den sogenannten Omnibus Metropolitanos (OM) und Metrobussen bedient. Die Metrobusse fahren die innerstädtischen Ziele an, mit einer maximalen Entfernung von 20 km, während die Ómnibus Metropolitanos (OM) Ziele im Umland Santiagos anfahren mit einer maximalen Entfernung von 40 km. Staatliche Taxis ergänzen das regionale Verkehrsangebot.
Die kubanische Bahngesellschaft Ferrocarriles de Cuba, die ASTRO-Busse und die mehrheitlich für den touristische Transport genutzten Viazul-Busse verbinden Santiago mit Havanna und den größten Städten Kubas. Die zentrale Bahnstation General de División Senén Casas Regueiro und der zentrale Busbahnhof befinden sich neben dem Hafen Santiagos und wurden 1997 komplett neu gebaut.
Die staatliche zentrale Autobahn Autopista Nacional de Cuba A-1 (nicht fertiggestellt), die eigentlich Havanna mit Guantánamo verbinden sollte, verläuft nördlich von Santiago de Cuba.
Neben den staatlichen Transportmöglichkeiten ergänzen eine Reihe von privaten Initiativen das Angebot. Hervorzuheben sind die Motortaxis, die größtenteils mit MZ-Motorrädern aus DDR-Produktion, die seinerzeit Vertragsarbeiter ins Land bringen durften, die Passagiere für ein paar CUP durch die Stadt chauffieren.
Der Hafen von Santiago de Cuba Puerto Guillermón Moncada ist der zweitgrößte in Kuba. Er wird derzeit durch chinesische Investoren ausgebaut. Für internationale Kreuzfahrtschiffe ist dieser auch zunehmend ein Anlaufpunkt.

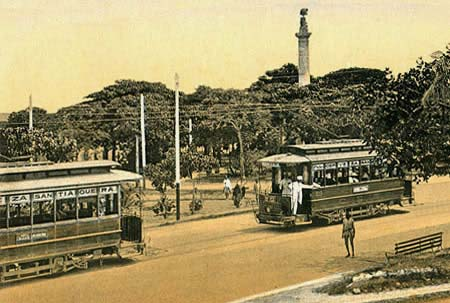
Straßenbahn in Santiago de Cuba am Plaza de Marte (ca. 1910)

Bis 1952 existierte in Santiago de Cuba ein Straßenbahnnetz, welches im Jahre 1908 installiert wurde. Die Linien reichten von Vista Alegre über das Zentrum bis nach El Cobre.

## Bildung
Santiago de Cuba verfügt über diverse Bildungseinrichtungen. Es stehen 54 Kindergärten mit 8800 Plätzen zur Verfügung. Es gibt 161 Grundschulen, 35 weiterführende Schulen sowie 10 Preuniversitario genannte Schulen zur Erlangung der Hochschulreife.
Auch besitzt Santiago de Cuba zwei Universitäten. Die Universidad de Oriente ist die zweitälteste Universität in Cuba, befindet sich im Stadtteil Sueño und geht in ihren Ursprüngen auf das 1722 gegründete Priesterkollegium San Basilio el Magno zurück, aber erst am 10. Oktober 1947 erfolgte die offizielle Gründung. Es gibt etwa 1300 Dozenten für 10.000 Studierende. An der Universidad de Ciencias Médicas de Santiago, die 1962 aus der Medizinfakultät der Universidad de Oriente hervorgegangen ist, können 24 medizinische Spezialisierungsrichtungen studiert werden.

## Sport

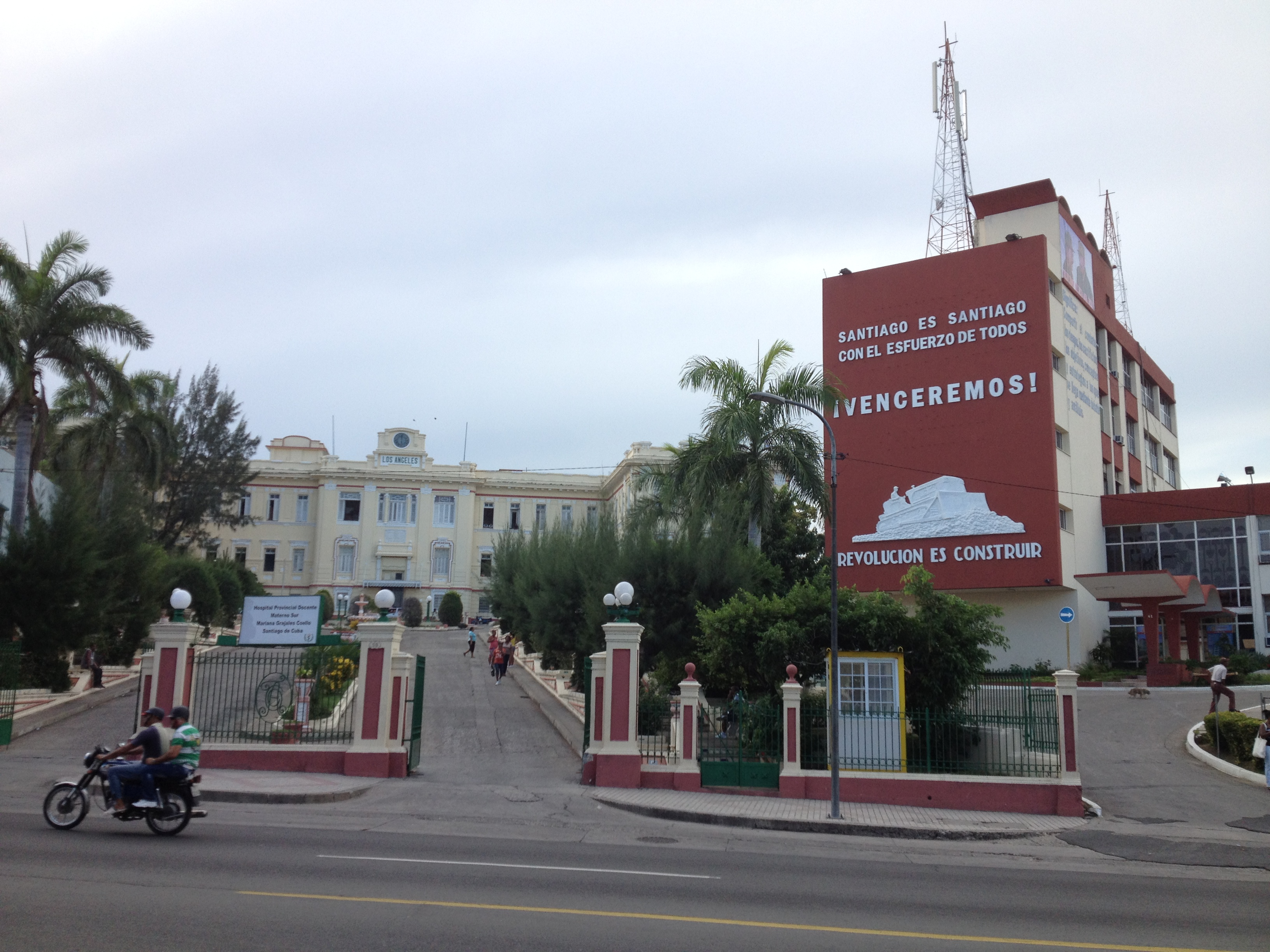
Geburtsklinik Hospital Materno Sur, erbaut 1924 als Clínica Los Ángeles an der Avenida Victoriano Garzón

Für den Sport stehen in Santiago diverse Einrichtungen zur Verfügung. Die größte ist das Baseball-Stadion Estadio Guillermón Moncada. Es wurde am 24. Februar 1962 mit einer Kapazität für 15.000 Zuschauer eingeweiht und es ist die Heimat der Baseball-Mannschaft von Santiago der Las Avispas Santiagueras.

## Gesundheitseinrichtungen
Alle Kubaner haben Zugang zum landesweit kostenlosen Gesundheitssystem, das auch in Santiago de Cuba mit zahlreichen lokalen Familienärzten in den einzelnen Municipios sowie zentralen Krankenhäusern, Polikliniken und Spezialeinrichtungen aufwarten kann. 2016 existierten in Santiago 516 medizinische Einrichtungen, darunter 10 Krankenhäuser, 17 Polikliniken und 472 Punkte zur medizinischen Konsultation. Insgesamt praktizieren 7037 Ärzte und 681 Zahnärzte in Santiago. Sie werden von 4134 Krankenschwestern unterstützt.

## Städtepartnerschaften

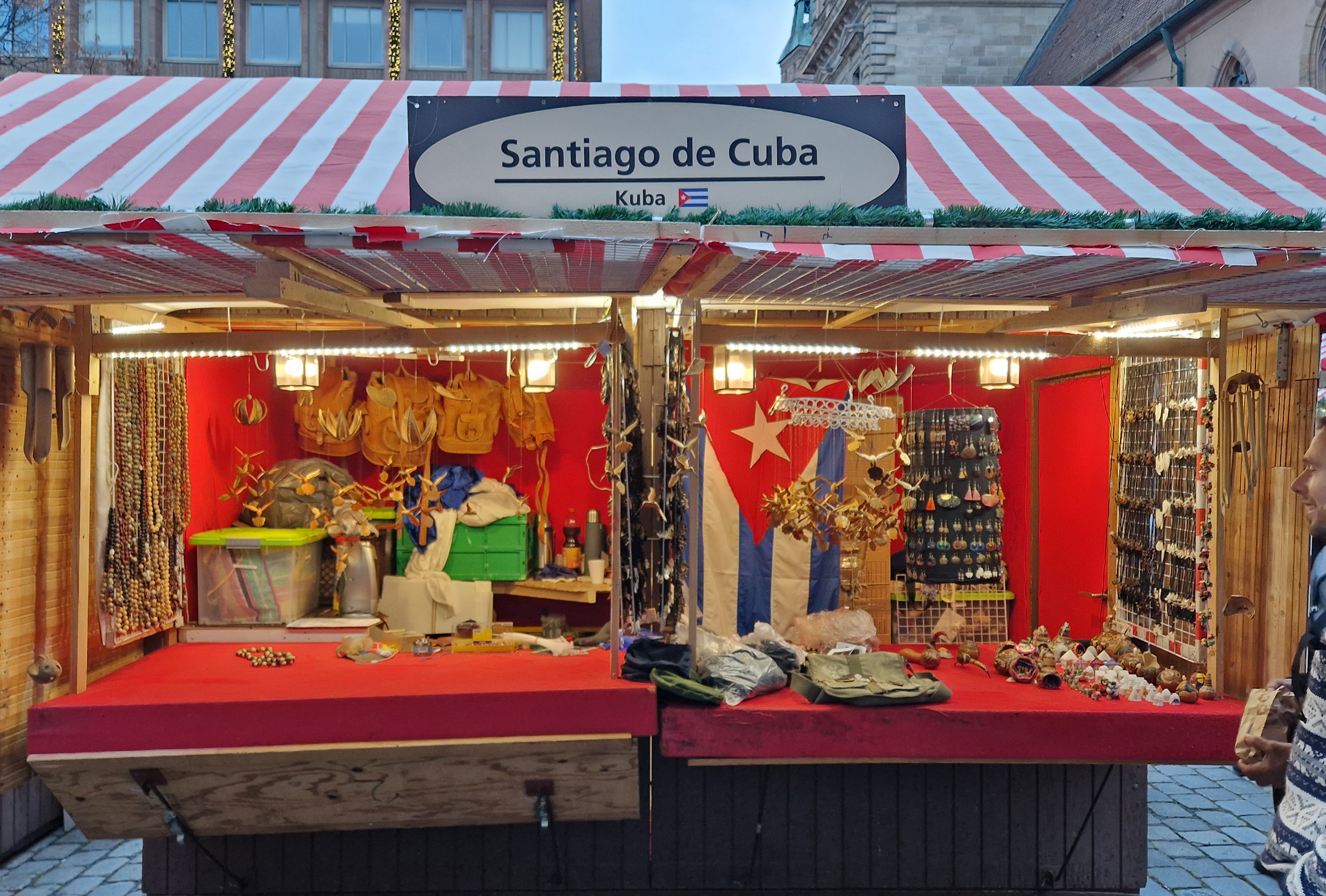
Bude von Santiago de Cuba auf dem Areal der Partnerstädte auf dem Nürnberger Christkindlesmarkt 2024

Unter anderen mit der deutschen Stadt Nürnberg bestehen projektbezogene Kooperationen.